# Alpinisme
Ne doit pas être confondu avec Randonnée glaciaire.
L’alpinisme est une pratique sportive consistant à effectuer des ascensions sur des terrains aux reliefs de type alpin.
L'alpinisme fait usage de techniques spécifiques et de savoir-faire qui permettent au pratiquant d'appréhender les risques inhérents à l'altitude et au milieu hostile dans lequel il évolue, qui se distingue ainsi du terrain habituel de la randonnée pédestre. L'alpinisme se définit aussi comme une pratique sportive d'aventure ou de loisirs, contrairement aux ascensions à but religieux (pèlerinage) ou utilitaire (chasseurs, cristalliers, militaires).
Apparu au XIXe siècle, l'alpinisme à son origine concernait uniquement l'ascension des sommets montagneux. Cette activité a évolué en pratiques spécialisées, par exemple l'escalade ou la cascade de glace dont certaines se sont transformées en activités sportives de compétition comme le ski alpinisme, l'escalade rocheuse, l'escalade glaciaire. L'alpinisme inclut tout type de progression sur terrain rocheux, neigeux ou glaciaires non sécurisé. Ces pratiques exigent du matériel spécifique et des connaissances techniques afin de garantir la sécurité des alpinistes.
En 2015, l'alpinisme est inscrit à l'inventaire du patrimoine culturel immatériel en France puis sur la liste représentative du patrimoine culturel immatériel de l'humanité en décembre 2019.

## Terminologie
Le terme « alpinisme » apparaît en 1877 dans une publication du Club alpin français pour désigner cette activité physique de loisirs en haute montagne. Il entre dans Le Nouveau Larousse illustré en 1898. Si, par son étymologie, l'alpinisme fait directement référence aux Alpes, premier site historique de ces activités, il s'étend aux activités similaires dans toutes les montagnes du monde. Le terme anglais plus ancien, mountaineering (« alpinisme »), ne fait pas référence aux Alpes mais dérive de mountaineer (littéralement « montagnard ») qui prit aussi le sens de « grimpeur en montagne, alpiniste » dès 1803,. Le néologisme « montagnisme » n'est jamais utilisé.
Ultérieurement, d'autres termes apparaissent pour désigner la pratique de l'alpinisme dans d'autres massifs : le pyrénéisme pour les ascensions dans les Pyrénées, l'himalayisme pour les ascensions dans l'Himalaya et l'andisme pour les ascensions dans la cordillère des Andes, ainsi que quelques autres variantes peu usitées. Le terme « alpinisme » conserve son sens global, quel que soit le lieu de pratique,.
Le pratiquant de ce sport est appelé « alpiniste ». D'autres termes le désignent : grimpeur, varappeur ou rochassier (spécialiste du rocher), glaciériste (spécialiste de la glace), ascensionniste, himalayiste. Si l'alpiniste est un amateur expérimenté et autonome et qu'il pratique cette activité sans l'aide d'un guide professionnel, il peut être appelé sans-guide. Dans le cas contraire, il devient le « client » qui fait appel, contre rétribution, aux services de professionnels : « porteur » (en France, profession disparue dès l'après-guerre), aspirant-guide, guide ou sherpa. Au sein d'une cordée, l'alpiniste peut être dénommé compagnon de cordée, partenaire ou équipier mais en alpinisme solitaire, il devient alpiniste « solo ». Le premier de cordée (ou leader) est celui qui choisit le cheminement et progresse en tête, suivi du ou des seconds de cordée. Les alpinistes peuvent aussi pratiquer en « réversible », étant alors premier de cordée à tour de rôle selon la difficulté des passages et leur expérience. Un chef d'expédition dirige une expédition composée de plusieurs alpinistes, amateurs et professionnels.
Une sortie d'alpinisme est également connue sous la dénomination « course », quelle que soit sa durée ou sa difficulté.

## Histoire

### Premières ascensions
L'ascension en haute montagne a été depuis longtemps pratiquée. Comme en témoigne la découverte, à 3 210 m d'altitude, du corps momifié de Ötzi qui vécut entre 3350 et 3100 av. J.-C., les massifs montagneux sont un lieu de vie et de passage de longue date pour l'espèce humaine. Les habitants des montagnes, en particulier dans les Alpes les chasseurs de chamois et les cristalliers qui ont accompagné les topographes militaires et les touristes au début du XIXe siècle, ont ainsi gravi de façon anonyme plusieurs sommets. Ces premières ascensions n'ont pas été enregistrées, ce qui a laissé le champ libre aux alpinistes pour déclarer et médiatiser leurs premières quand cela était devenu un enjeu sportif. La connaissance des ascensions antérieures à la naissance de l'alpinisme moderne est donc tributaire du hasard des sources écrites qui nous sont parvenues ou de celui des découvertes archéologiques comme la mise au jour de trois momies du XVIe siècle sur le volcan Llullaillaco, à plus de 6 000 mètres d'altitude,.

#### Antiquité

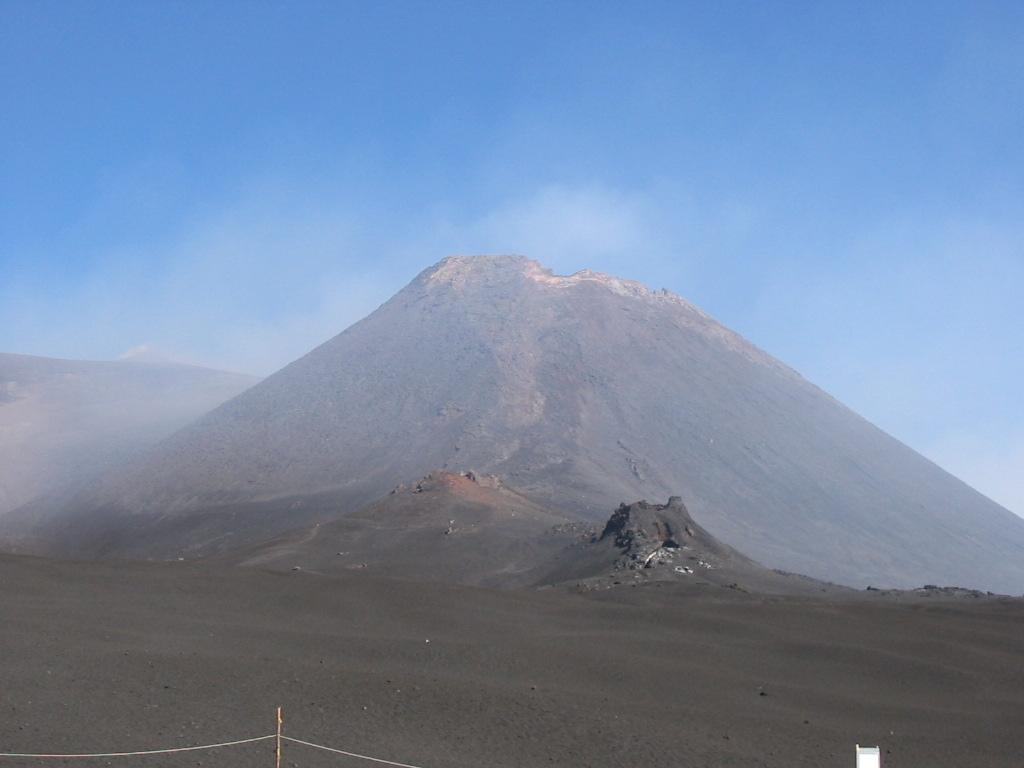
L'Etna à 2900 mètres d'altitude.

Durant l'Antiquité gréco-romaine, l'Etna fait l'objet d'ascensions relativement régulières. Empédocle se serait donné la mort en sautant dans un de ses cratères, au Ve siècle av. J.-C.. L'anecdote est tenue pour une légende par Strabon, mais celui-ci nous apprend à cette occasion que le sommet était fréquemment visité. L’empereur Hadrien a gravi le volcan au IIe siècle.
Ces ascensions ne relèvent pas de l'alpinisme à proprement parler car elles n'opposent pas de difficultés techniques. On trouve par contre ces dernières dans la prise de places fortes souvent perchés sur des hauteurs. Salluste, dans la Guerre de Jugurtha, raconte comment les soldats romains prirent par effet de surprise une forteresse Numide, en 106 avant J.C., après avoir escaladé une cheminée rocheuse en usant de cordes pour s'assurer.
Au Japon, en 663, le moine bouddhiste En no Gyōja réalise la première ascension connue du mont Fuji (3 776 m).

#### Moyen Âge
Dans une chronique médiévale du XIIIe siècle, Fra Salimbene rapporte que le roi Pierre III d'Aragon a atteint le sommet du pic du Canigou en 1280. Il semble cependant que le monarque ne soit pas allé jusqu'au sommet du pic. En effet, le chroniqueur franciscain écrit que Pierre III vit au sommet un dragon sortant d'un lac. Outre son caractère épique, cette indication pourrait plutôt correspondre au lieu-dit les Estanyols (« les Étangs »), environ 500 mètres en contrebas.
Dans un autre style, Pétrarque inaugure le récit d'ascension dans la lettre qu'il adresse à son ami Francesco Dionigi. Il y raconte avoir gravi le mont Ventoux, le 26 avril 1336, accompagné de son frère et de deux serviteurs, « poussé seulement par le désir de visiter un lieu renommé pour son altitude ».

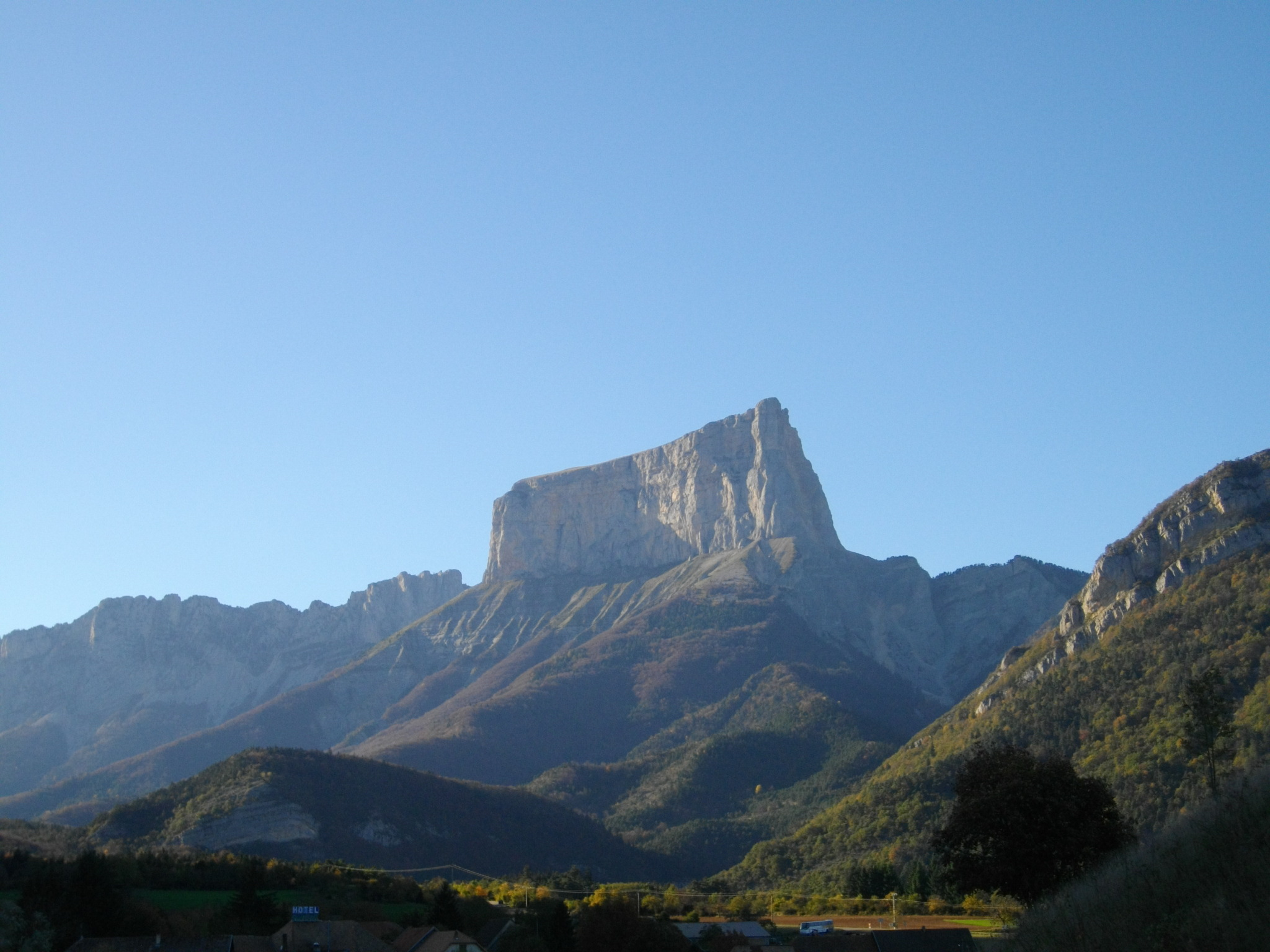
Le mont Aiguille.

Les ascensions médiévales peuvent aussi être justifiées par des motifs directement religieux, ainsi le 1er septembre 1358, Bonifacius Rotarius d'Asti, de retour de captivité en Palestine, fait l'ascension du Rochemelon (3 538 m) pour y déposer un triptyque en bronze dédié à la vierge Marie.
En 1492, Charles VIII de France, alors qu'il traverse le Dauphiné, découvre le mont Aiguille, appelé alors « Mons Inascensibilis ». Il missionne son capitaine, Antoine de Ville, d'en tenter l'ascension. Ce dernier, accompagné de sept hommes dont un aumônier chargé de consigner l'exploit, atteint la prairie sommitale le 26 juin. Pour franchir les difficultés, ils ont eu recours à des outils habituellement utilisées pour le siège des places fortes : échelles, cordes et crochets métalliques. Il s'agit de la première ascension mettant en œuvre des techniques d'escalade artificielle.

#### Renaissance
Avec la Renaissance apparaît, sous la plume du naturaliste suisse Conrad Gessner, une approche de la montagne qui s'apparente davantage à celle des alpinistes modernes. En 1541, il écrit une lettre intitulée « Admiration pour la montagne » à son ami Jacques Vogel, dans laquelle il dit être décidé « chaque année à faire l'ascension de quelques montagnes, à la saison où les plantes sont en pleine floraison, pour les examiner et procurer à mon corps un noble exercice en même temps qu'une jouissance à mon esprit. » En août 1555, il réalise l'ascension du mont Pilate pour lequel il rédige le premier livre consacré à une montagne, Descriptio Montis Fracti sive montis Pilati.

#### XVIIIesiècle: aux sources de l'alpinisme moderne
Avec le siècle des Lumières, la montagne commence à susciter l'intérêt des classes éduquées en tant qu'objet, à la fois, de curiosité scientifique et de plaisir esthétique. En juin 1741, l'aventurier britannique William Windham et son ami Richard Pococke sont les premiers à réaliser pour leur plaisir l'ascension du Montenvers. Le récit enthousiaste qu'en donne Windham conduit de nombreux Anglais à intégrer la visite de la Mer de Glace dans leur Grand Tour d'Europe, cet événement marque le début du tourisme alpin.

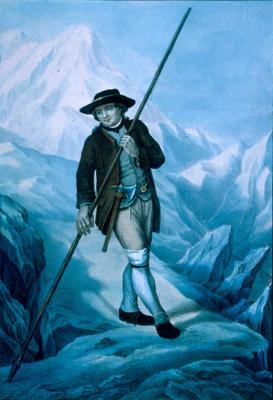
Jacques Balmat.

Les Suisses ont joué un rôle pionnier dans la conquête des sommets. Autour de 1740 (la date est incertaine), des moines du couvent d'Engelberg gravissent le Titlis (3 238 m) en franchisant un glacier. Le 20 septembre 1770, les frères Deluc, savants genevois, atteignent les premiers le sommet du mont Buet (3 098 m) où ils mènent des expériences sur la pression atmosphérique. Le 31 août 1779, la première ascension du mont Vélan (3 727 m) est réalisée par Laurent-Joseph Murith, chanoine du Grand-Saint-Bernard.
Deux Genevois, Horace-Bénédict de Saussure et Marc-Théodore Bourrit, ont été les moteurs de la conquête du mont Blanc. Le premier a proposé, en 1786, une prime à celui qui gravirait la « montagne maudite », le second a multiplié les essais pour trouver une voie d'accès vers le sommet. Sous leur impulsion, les habitants de Chamonix et de Saint-Gervais explorent plusieurs itinéraires, toutefois aucun ne permet de réaliser la course en une journée. Le 7 juin 1786 Jacques Balmat, un chasseur de chamois et cristallier, est contraint, lors d'une tentative, de passer la nuit en montagne, il comprend ainsi que l'ascension peut être réussie en effectuant un bivouac. Le 8 août 1786, avec le docteur chamoniard Michel Paccard, il parvient pour la première fois au sommet du mont Blanc. Saussure, accompagné de 19 personnes, gravit le 3 août 1787 le point culminant de l'Europe. Le récit qu'il fait de son ascension lance le mouvement de l'alpinisme moderne.

### Naissance de l'alpinisme (XIXesiècle)

#### Poursuite de l'exploration alpine
La première moitié du XIXe siècle prolonge les tendances apparues au siècle précédent. Les Suisses continuent de gravir leurs sommets, comme la famille Meyer qui réussit, entre autres, l'ascension de la Jungfrau (4 158 m) en 1811. Le tourisme alpin poursuit son développement à Chamonix et Saint-Gervais, mais il ne concerne encore qu'un groupe social très restreint. L'accident survenu en août 1820 au Mont Blanc le témoigne de la barrière de classe qui sépare encore les clients et les guides, lesquels n'osent pas aller contre les désirs de leurs employeurs.

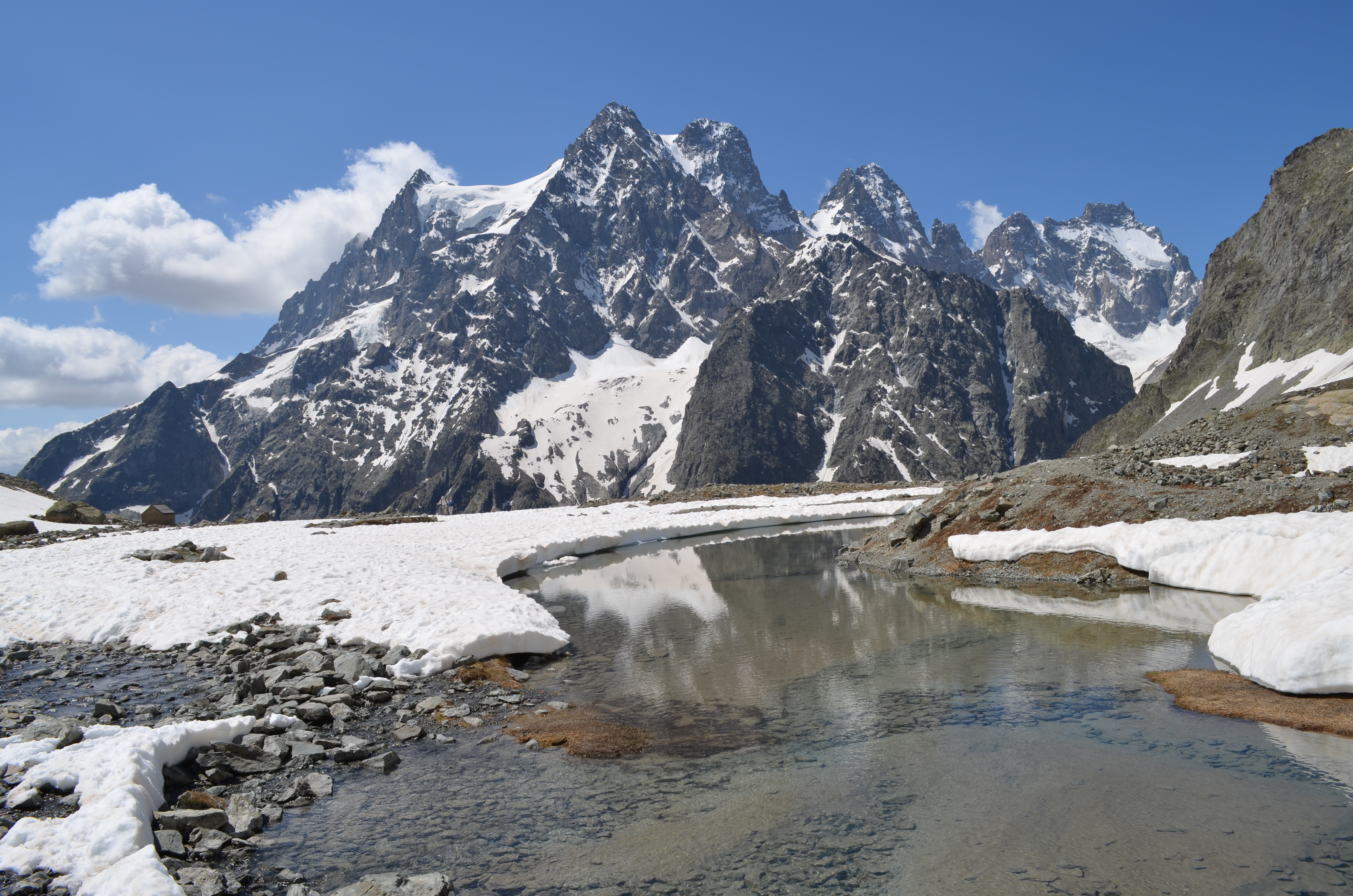
Le mont Pelvoux.

Durant cette période, le rôle des cartographes militaires doit aussi être mentionné. En 1828, le capitaine Durand, travaillant à la réalisation de la carte de France dite d'état-major, réussit l'ascension du Pelvoux (3 943 m) et identifie la barre des Écrins comme étant le véritable le point culminant du pays (la Savoie n'étant pas française alors). Si les officiers cartographes n'ont réalisé finalement que peu de premières d'importance, leur travail a permis aux alpinistes d'identifier et de mesurer l'altitude des sommets qui font l'objet de leur convoitise.

#### La course aux premières

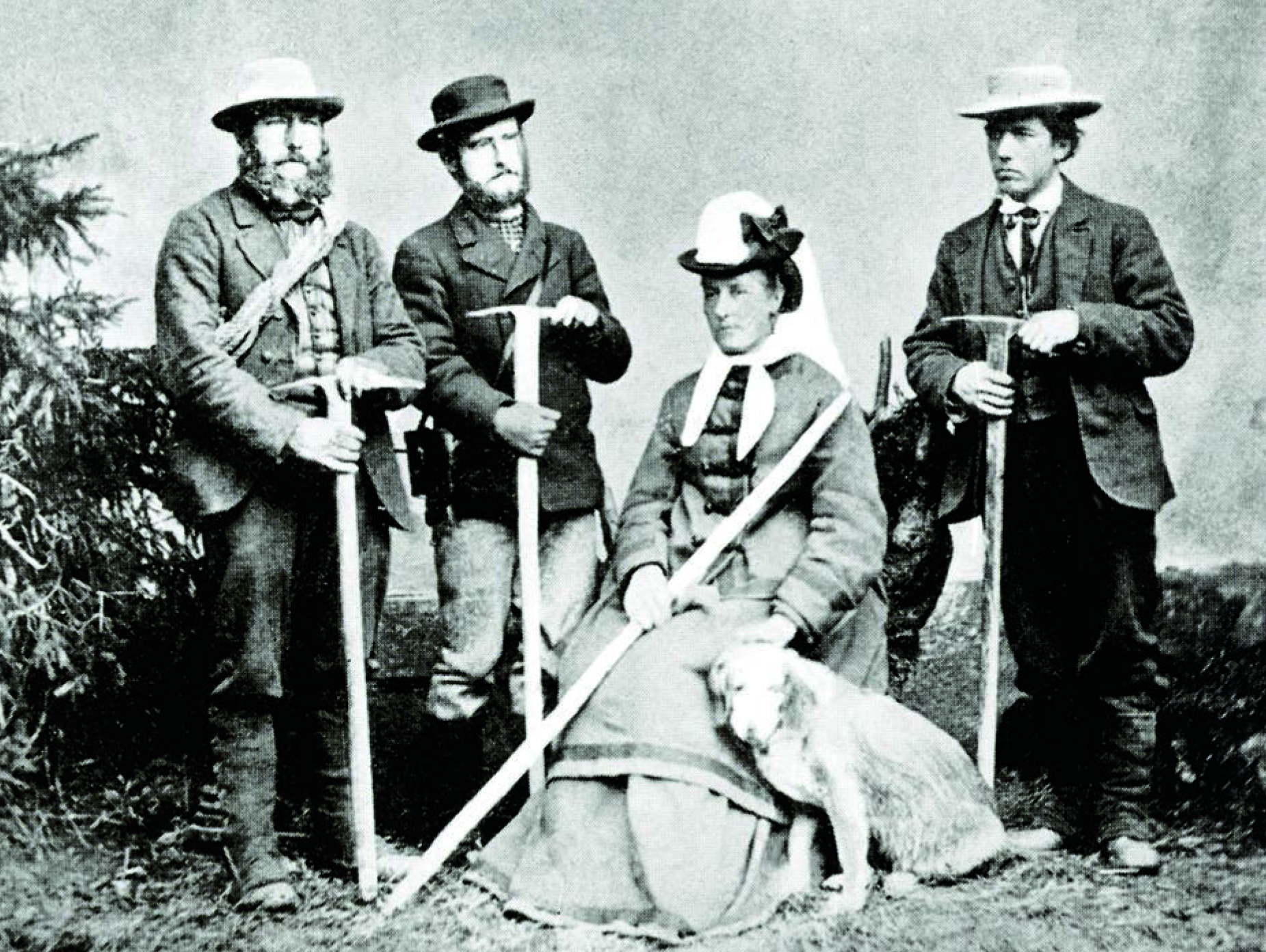
Le guide Christian Almer (1826–1898), son fils Ulrich Almer (1849–1940), Margaret Claudia Brevoort (1825–1876), le chien Tschingel et William Auguste Coolidge (1850–1926).

À partir des années 1850, l'alpinisme prend une ampleur nouvelle. Les « bourgeois éclairés » et les aristocrates venus de Grande-Bretagne, où la culture du sport est forte et l'accessibilité des Alpes facilitée par les chemins de fer, sont de plus en plus nombreux à s'élancer vers les sommets. Ils sont suivis par les Allemands, les Autrichiens, les Suisses et les Français. Les cimes alpines sont prises d'assaut et donnent lieu à une course aux premières dans un esprit de compétition sportive. Cette période a été appelée l'âge d'or de l'alpinisme (1854-1865) par l'alpiniste William Auguste Coolidge.
Dans ce contexte, apparaissent les premiers alpinistes de renom, en majorité de nationalité britannique, tels Francis Fox Tuckett, Edward Whymper, Albert F. Mummery, Frederick Gardiner, qui ont laissé leur nom lié à des premières importantes et à des sommets alpins prestigieux. Ces riches Anglais étaient le plus souvent accompagnés de guides suisses, français ou italiens, dont certains ont aussi accédé à une certaine notoriété, tels que les Michel Croz, Auguste Balmat, Melchior Anderegg, Christian Almer, François Devouassoud. Certaines de ces cordées dépassent le cadre d'une relation d'employeur à employé, pour donner lieu à des amitiés traversant les frontières de classes.

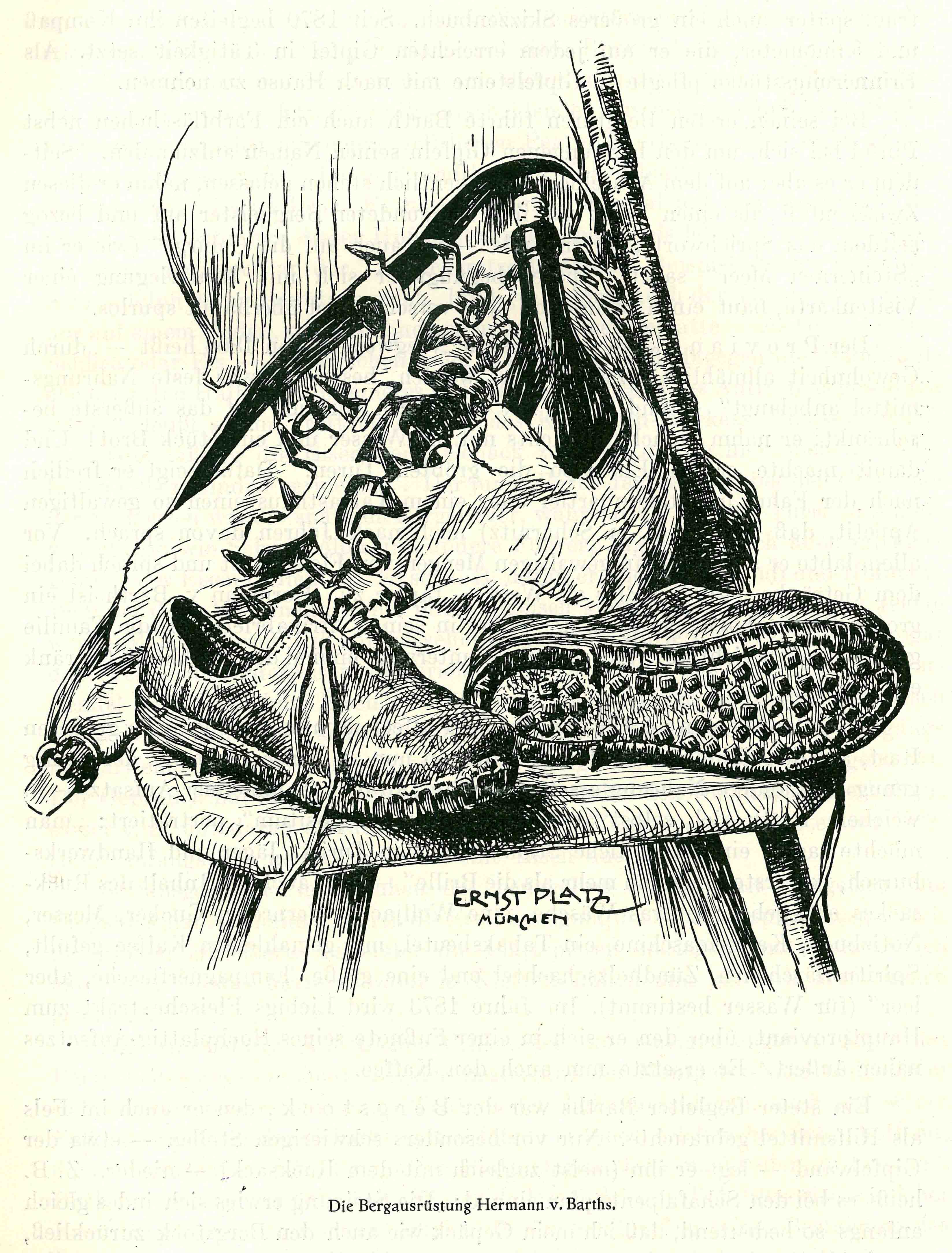
L'équipement de Hermann von Barth (1845-1876) : petit sac à dos avec une bouteille en verre, chaussures cloutées, crampons, bâton de marche.

Il existe déjà à cette époque des alpinistes femmes, telles Henriette d'Angeville — une Franco-Suisse, deuxième femme à gravir le mont Blanc —, Meta Brevoort — une Américaine, tante de William Auguste Coolidge, ayant fait de nombreuses et illustres ascensions dans les Alpes dans les années 1860-1870 et ayant réalisé plusieurs premières féminines ; son nom a été donné à la pointe Brevoort, point culminant de la Grande Ruine dans le massif des Écrins — ou Lucy Walker — une Britannique, première femme à avoir atteint le sommet du Cervin.
Les « bourgeois éclairés » et aristocrates créent les premiers clubs alpins entre 1857 et 1874, d’abord en Angleterre (l'Alpine Club) puis en Suisse, en Italie, en Allemagne, en Autriche, en Pologne et enfin en France en 1874. Le premier club d'alpinisme féminin, le Ladies' Alpine Club, est créé à Londres en 1907 ; il fusionne avec l'Alpine Club de Grande-Bretagne en 1975. Ces clubs « définissent des usages en matière d’excursion, organisent les compagnies de guides, construisent des refuges, améliorent la qualité des hébergements, rédigent des notices scientifiques, inventent une littérature de voyage et réussissent ainsi à promouvoir, auprès de leurs contemporains, une forme de tourisme alpin à la fois cultivé et mondain ». Les clubs continentaux ont plutôt une démarche d'aménagement de la montagne alors que les clubs britanniques ont une vision transfrontalière des Alpes qu'ils voient comme un terrain de jeu (ainsi l'ouvrage de Leslie Stephen en 1871 s'intitule-t-il Le Terrain de jeu de l'Europe). L'Alpine Club publie Peaks, Passes, and Glaciers en 1859, le premier des topo-guides.
La course aux sommets a pu prendre aussi la forme d'une compétition internationale parfois mortelle, comme en témoigne la tragique tentative d'ascension hivernale du Haut de Cry, en 1864, impliquant l'Anglais Philipp Gosset, Louis Boissonnet et leur guide Johann Joseph Bennen.

#### Fin de la conquête alpine et premières ascensions difficiles
La majorité des sommets alpins présente des voies d'accès faciles ou peu difficiles qui constituent ce que l'on appelle leur voie normale, c'est par elles qu'ont été réalisées la plupart des premières. Quelques montagnes n'offrent pas de telles solutions, leur ascension a conduit à l'ouverture des premiers itinéraires difficiles.
Edward Whymper est en 1865 à la pointe de la conquête alpine. Le 29 juin, avec Christian Almer et Franz Biner, il réalise la première ascension de l'aiguille Verte (4 122 m). Le 14 juillet 1865, il est de la première ascension du Cervin (4 478 m) avec Francis Douglas, Charles Hudson, Douglas Hadow (en), Michel Croz et deux guides de Zermatt, Peter Taugwalder père et fils. Toutefois, leur victoire est assombrie par une chute lors de la descente qui entraîne la mort de Douglas, Hudson, Hadow et Croz. L'affaire a donné lieu à une enquête, puis à une polémique médiatique qui ont stigmatisés durablement l'image de l'alpinisme dans l'opinion publique. L'événement marque, pour Whymper, la fin de la course aux premières.

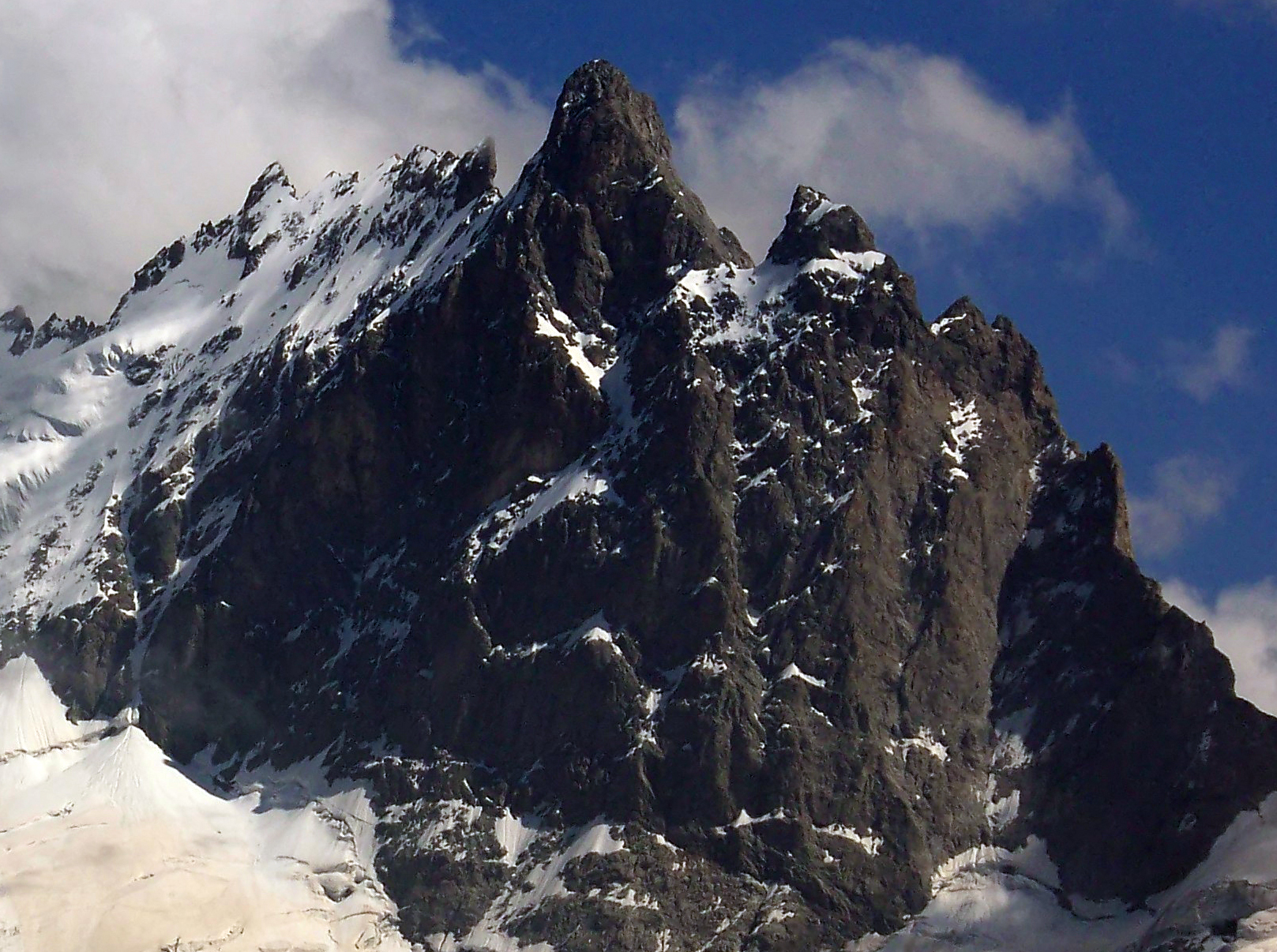
Le Grand pic de la Meije.

La Meije est le dernier sommet majeur des Alpes à être conquis. La « grande difficile » fait l'objet de dix-sept tentatives infructueuses entre 1870 et 1877. Le 16 août 1877, E. Boileau de Castelnau, avec son guide Pierre Gaspard (dit « Gaspard de la Meije ») et le fils aîné de ce dernier, réalisent la première ascension du Grand pic de la Meije (3 983 m). Le retentissement de l'événement est considérable car la victoire a été obtenue par une cordée française et non anglaise.
Albert F. Mummery marque un tournant dans la pratique de l'alpinisme. Après son succès à l'arête de Zmutt au Cervin, en 1879, il réussit en 1881, à quelques jours d'intervalle, l'ascension de l'aiguille Verte par le versant de la Charpoua et le Grépon. Il recherche avant tout la beauté de la voie empruntée, sa difficulté technique et l'élégance du geste qu'elle entraîne, cette démarche le conduit à gravir les sommets par des variantes plus difficiles que la voie principale et à être un précurseur de l'alpinisme « sans guides ».
En 1900, un Grand Prix olympique d'alpinisme est décerné durant les Jeux olympiques, comme l'atteste le programme officiel des épreuves au cours de l'exposition universelle de 1900. Il est attribué par le jury à l'exploit considéré comme le plus important durant les quatre années précédentes en la matière.

### La haute difficulté apprivoisée (1900-1960)

#### Lesesto grado

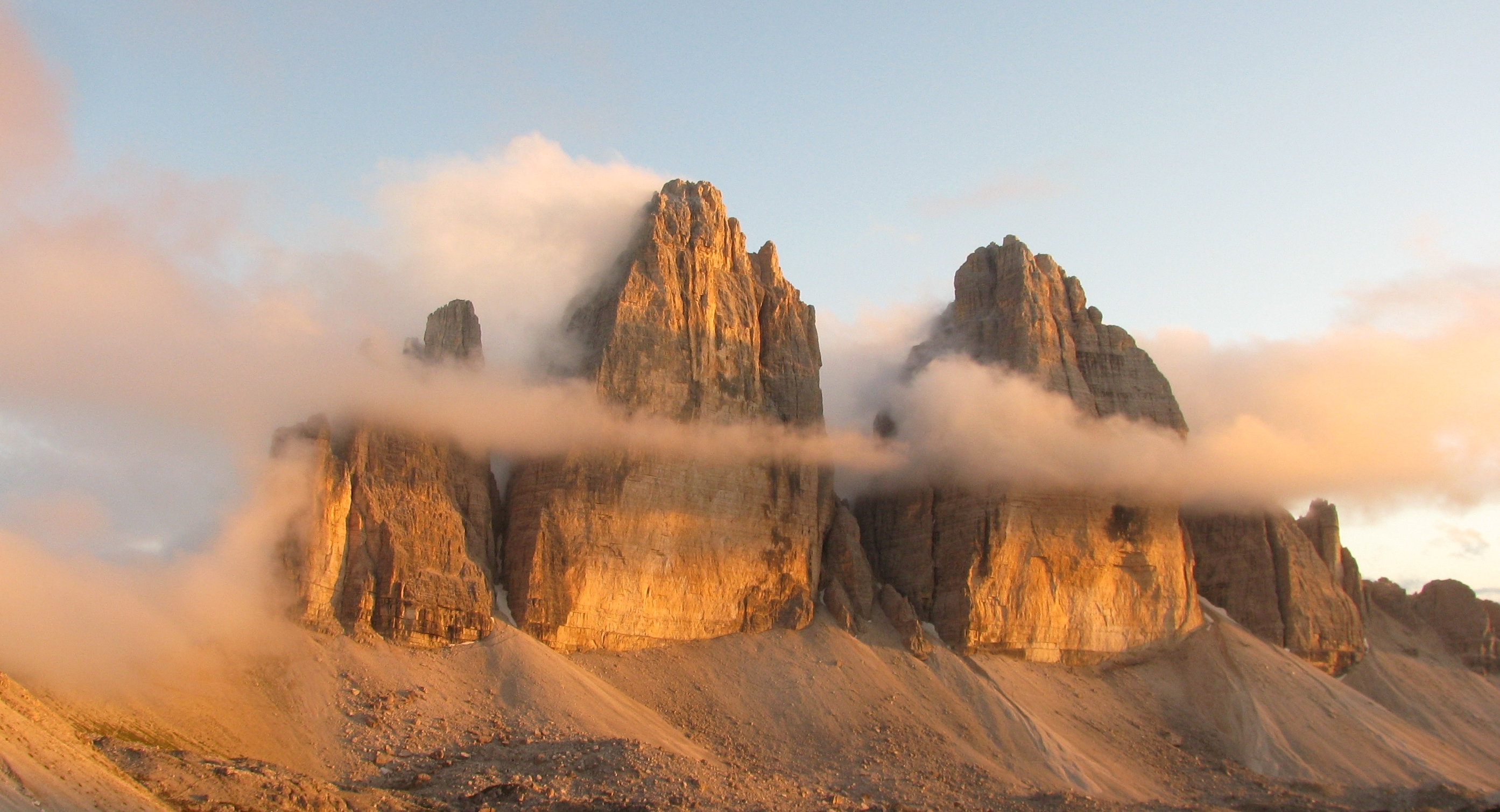
Tre Cime di Lavaredo.

Au début du XXe siècle, les Dolomites sont le théâtre de progrès décisif en termes de difficulté technique. Dans les années 1900, Tita Piaz, Angelo Dibona, Paul Preuss et Hans Dülfer ouvrent des itinéraires dont la difficulté est aujourd'hui classée dans le cinquième degré. La voie ouverte par Preuss en 1911 au Campanile Basso di Brenta, montée et redescendue en solo intégral, témoigne du niveau et de la marge de ces alpinistes en escalade pure. La raideur des parois gravies fait qu'une corde seule devient insuffisante pour garantir la sécurité des grimpeurs, on voit alors apparaître les premiers pitons et mousquetons.
La génération suivante franchit encore un nouveau palier dans la difficulté avec ce que l'on a appelé le sesto grado (sixième degré). Emil Solleder et Gustav Lettenbauer ouvrent le bal à la face nord-ouest de la Civetta en 1925. Les années trente, dans les Dolomites, sont l'âge d'or du sixième degré avec des grimpeurs comme Emilio Comici, Riccardo Cassin, Bruno Detassis, Raffaele Carlesso. On peut citer, à titre d'exemples, les voies ouvertes dans les emblématiques faces nord des Tre Cime di Lavaredo par Comici et Dimai à la Cima Grande (1933) et Cassin et Ratti à la Cima Ouest (1935).

#### Les grandes faces nord

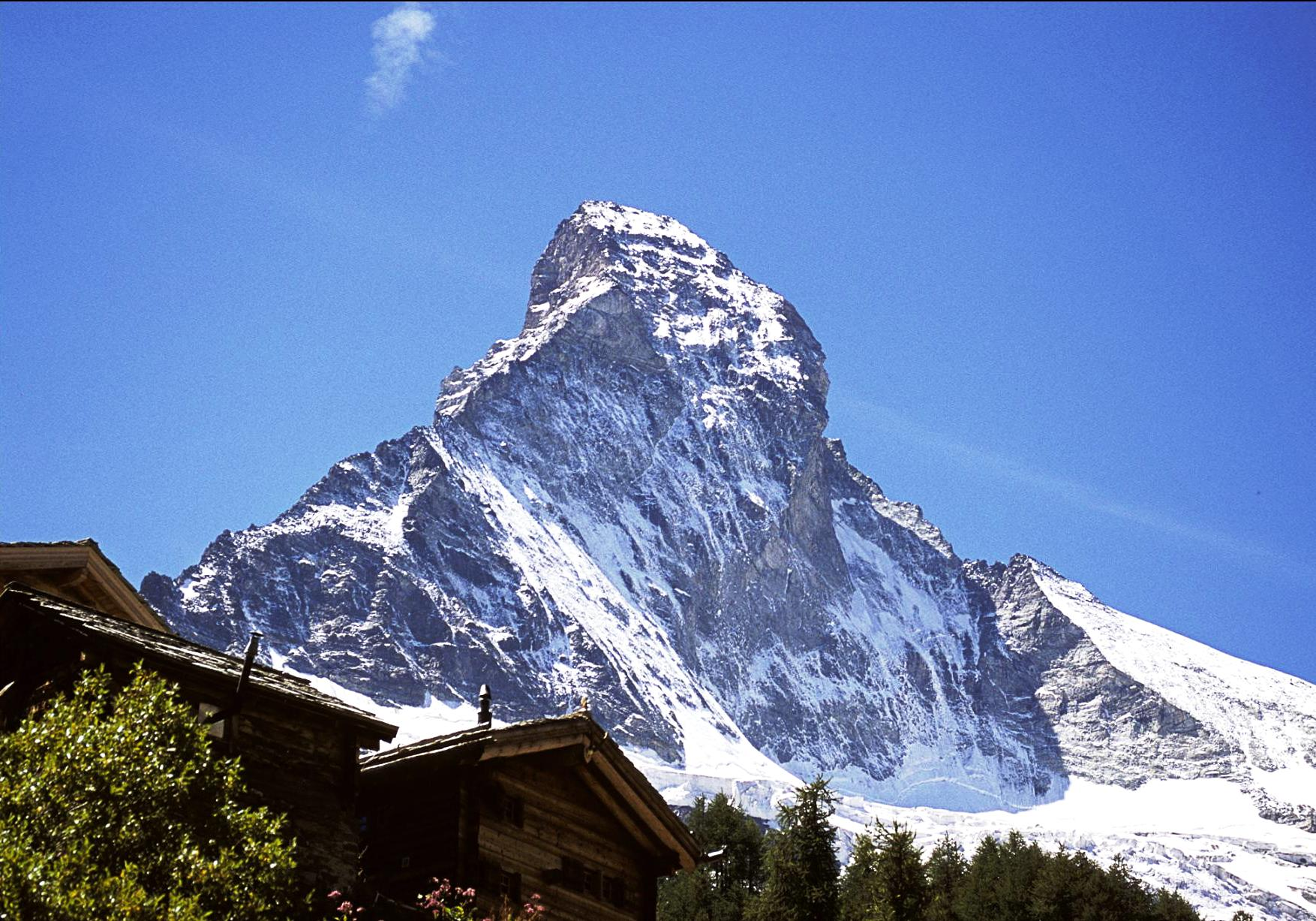
Face nord du Cervin.

Après avoir conquis tous les sommets des Alpes, l'étape suivante du sport alpin a été de les gravir par leurs faces les plus difficiles et par les voies les plus directes. Trois faces nord ont opposé à ce jeu des résistances remarquables qui leur ont valu d'être appelées par Fritz Kasparek les "trois grands problèmes". Il s'agit des faces nord des Grandes Jorasses dans le massif du Mont-Blanc, du Cervin dans les Alpes valaisannes et de l'Eiger dans les Alpes bernoises. Elles ont toutes été gravies dans les années 1930, après de nombreuses tentatives et parfois des drames.
La face nord du Cervin (4 477 m) est gravie les 31 juillet et 1er août 1931 par les frères Franz et Toni Schmid,. Martin Meier et Rudolf Peters ouvrent un premier itinéraire dans la face nord des Grandes Jorasses, suivant l'éperon Croz, du 28 au 29 juin 1935,. Toutefois, cette voie ne sort pas au point culminant de la paroi, la pointe Walker (4 208 m), celle-ci est atteinte le 6 août 1938 par trois alpinistes italiens, Riccardo Cassin, Luigi Esposito et Ugo Tizzoni. Cet itinéraire, communément appelé « la Walker », reste le plus célèbre et le plus parcouru de la face. La face nord de l'Eiger (3 970 m), après plusieurs tentatives dramatiques, est finalement vaincue du 21 au 24 juillet 1938 par Anderl Heckmair, Ludwig Vörg, Heinrich Harrer et Fritz Kasparek,. Cet exploit a eu un écho médiatique très important et fut récupéré par la propagande nazie.
Aux trois faces nord identifiées par Kasparek, Gaston Rébuffat en a ajouté par la suite trois autres, elles aussi très difficiles et gravies à la même époque : celles des Tre Cime dans les Dolomites, des Drus dans le massif du Mont-Blanc et du piz Badile dans la chaîne de la Bernina. La face nord du petit Dru est réalisée par Pierre Allain et René Leininger en 1935. Celle du piz Badile est conquise par Cassin, Ratti et Esposito, du 14 au 16 juillet 1937, avec Molteni et Valsecchi qui moururent d'épuisement, l'un à la montée, l'autre à la descente.

#### La course aux8 000

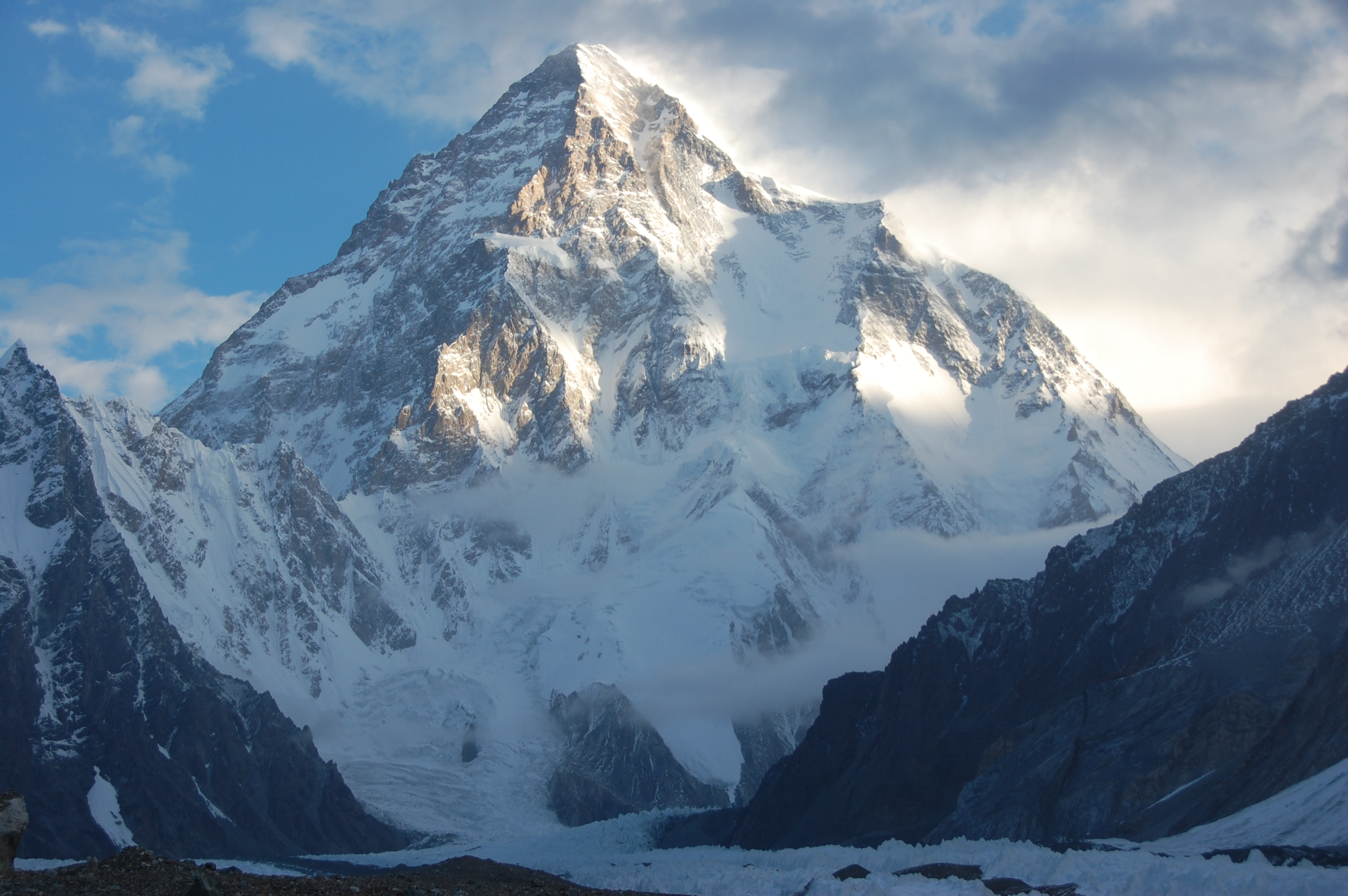
Le K2.

Pendant la première moitié du XXe siècle, les sommets himalayens de plus de 8 000 mètres d'altitude sont l’objet de sérieuses expéditions nationales. Le duc des Abruzzes, en 1909, tente le K2 et atteint l'altitude de 7 500 mètres. Les Britanniques organisent plusieurs expéditions pour gravir l'Everest par le Tibet. Lors de celle de 1924, Edward Norton établit un record d'altitude à 8 572 m en utilisant de l’oxygène en bouteille, tandis que George Mallory et Andrew Irvine disparaissent au cours d'une tentative pour atteindre le sommet. Les Allemands, quant à eux, ont jeté leur dévolu sur le Nanga Parbat, sur lequel ils accumulent expéditions et victimes sans trouver de solution. Le 29 août 1936, Bill Tilman et Noel Odell gravissent le Nanda Devi (7 816 m) sans oxygène, l’ascension est remarquable mais elle ne franchit pas l'altitude symbolique des 8 000 m.
Après la Seconde Guerre mondiale, tandis que le Tibet s'est fermé aux explorations occidentales, le Népal leur a ouvert ses portes. En 1950, une expédition française, à l'initiative de Lucien Devies, part explorer la région, alors très mal connue, du Dhaulagiri et de l'Annapurna, avec le projet de gravir une de ces deux montagnes. Le 3 juin 1950, Louis Lachenal et Maurice Herzog atteignent le sommet de l'Annapurna I (8 091 mètres) ; gravement gelés durant leur ascension, ils doivent leur survie à leurs compagnons Lionel Terray et Gaston Rébuffat. Il s'agit du premier 8 000 à avoir été gravi et du seul qui l'a été lors de la première tentative, laquelle ne dura d'ailleurs que treize jours.

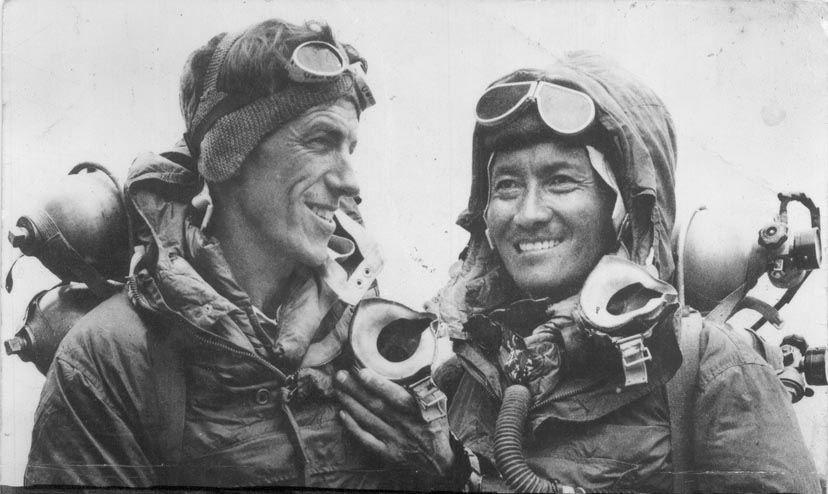
Edmund Hillary et Tenzing Norgay en 1953.

Après cette première, les grandes nations se lancent dans une course aux 8 000 au cours de laquelle va s'élaborer ce que l'on a, par la suite, appelé le style himalayen : des équipes successives d'alpinistes et de porteurs dressent un siège de la montagne, installant des camps de plus en plus avancés, reliés par des cordes fixes, approvisionnés en vivres et en oxygène, afin de pouvoir lancer un groupe dans l’assaut final. En 1953, une expédition britannique dirigée par John Hunt mobilise plus de 400 personnes, dont 362 porteurs, 20 guides sherpas et 4 500 kg de bagages pour tenter l'Everest. Le 23 mai, le Néo-zélandais Edmund Hillary et le Sherpa Tensing Norgay se tiennent sur le toit du monde.
Le 3 juillet 1953, l'Autrichien Hermann Buhl, porté par une expédition austro-allemande, atteint le sommet du Nanga Parbat par une ascension de haute difficulté, en seulement 41 heures, et sans apport d'oxygène. Le 31 juillet 1954, après quatre tentatives et 70 jours d'assaut, une expédition italienne menée par Ardito Desio parvient à porter Lino Lacedelli et Achille Compagnoni au sommet du K2. La victoire fut ternie par une polémique violente entre les deux vainqueurs et le jeune Walter Bonatti qu'ils accusèrent, à tort, d'avoir utilisé l'oxygène qui leur était destiné. Cinquante ans plus tard, le Club alpin italien donna raison à Bonatti qui, entre-temps, s'était imposé comme un des plus grands alpinistes par ses premières de très haute difficulté.

### De nouveaux défis (1960-2020)

#### Accomplissements, impasses, renouveau
Les années 1960 poursuivent les efforts des décennies précédentes dans la maîtrise de la haute difficulté. Dans les Alpes, les grandes faces nord ayant été vaincues, l'élite alpine s'attache à les gravir à la mauvaise saison ; c'est alors le début de la vogue des ascensions hivernales. Dans l'Himalaya, les derniers hauts sommets sont conquis et des voies sont ouvertes par des itinéraires plus difficiles, comme la longue arête ouest de l'Everest gravie par Tom Hornbein et Willi Unsoeld en 1963,.
Cette course à la haute difficulté conduit aussi à ce qui apparaît rétrospectivement comme des impasses, c'est l'époque de « l'alpinisme technologique », des directissimes réalisées à grand renfort d'escalade artificielle, qui culmine avec l'affaire du compresseur hissé par Cesare Maestri pour vaincre le cerro Torre en 1970.

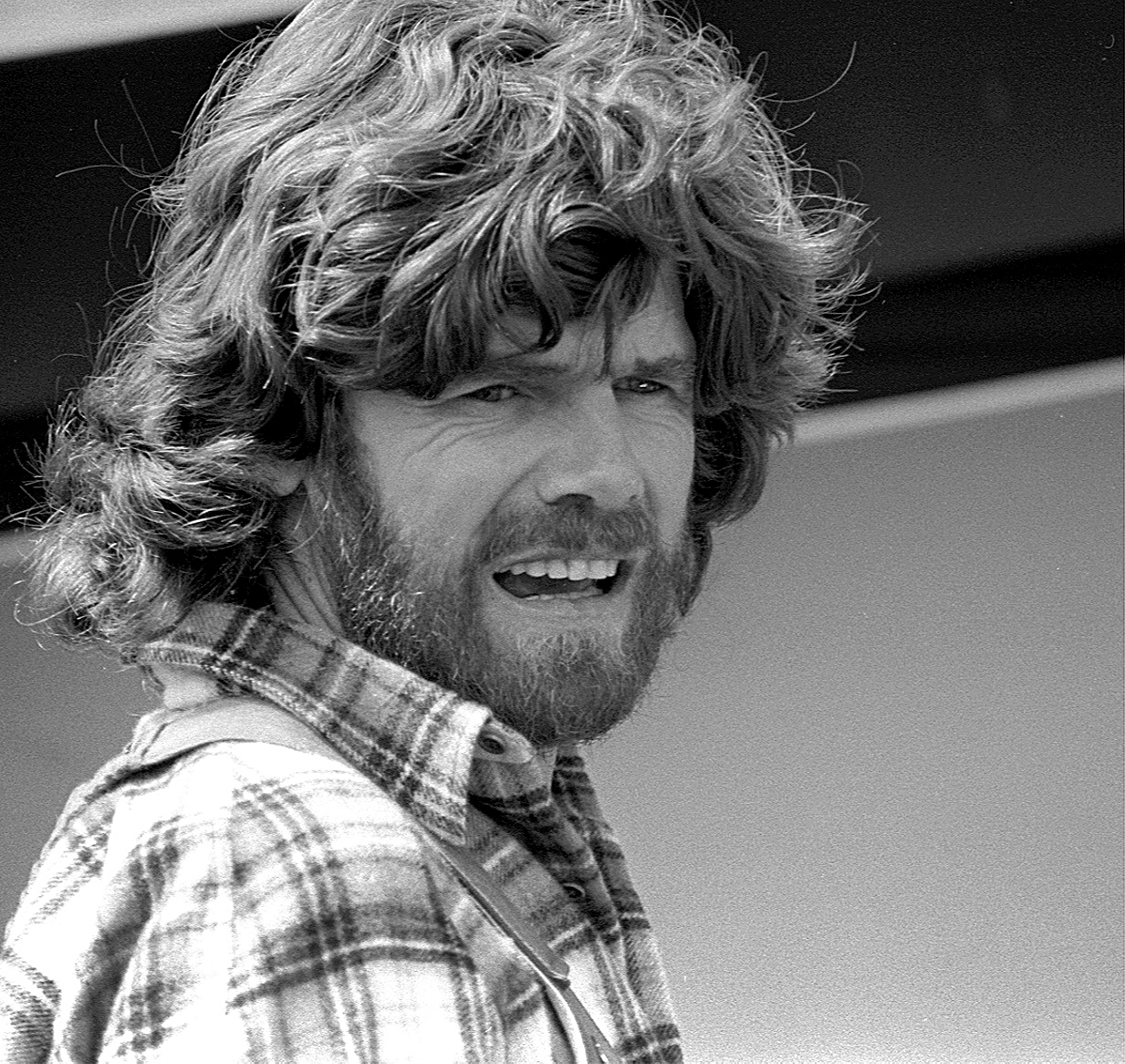
Reinhold Messner en 1985.

Un vent de renouveau souffle sur le monde de l'alpinisme à la fin des années 1960. Il est notamment incarné par Reinhold Messner. Natif des Dolomites, il y a acquis, avec son frère Günther, la maîtrise du septième degré en escalade rocheuse et a réalisé plusieurs solo impressionnants (dièdre Philipp-Flamm à la Civetta, face nord des Droites). Dans son livre, Le 7e degré (1973), il milite pour une escalade libre et dépouillée. Il envisage de transposer cette approche dans l'Himalaya pour y réaliser des ascensions avec des équipes légères, sans cordes fixes et sans oxygène. En 1975, il gravit avec Peter Habeler, sans porteurs d'altitude, ni camps préétablis, le Gasherbrum I (ou Hidden Peak, 8 080 m). Par la suite, Messner a réalisé la première de l'Everest sans oxygène (1978, encore en compagnie d'Habeler), puis il a montré que l'on pouvait gravir des 8 000 en solo (le Nanga Parbat en 1978, puis l'Everest en 1980), enfin il est le premier homme à avoir réalisé tous les 8 000.
L'éclosion de ce que l'on a appelé le style alpin a constitué une révolution dans le monde de l'himalayisme. Les grimpeurs de la nouvelle génération y ont vu la possibilité de tenter des hauts sommets sans dépendre d'une expédition lourde, ainsi qu'un nouveau critère définissant la performance en alpinisme. Au cours des années 1970 et 1980, des alpinistes tels que Doug Scott ou Pierre Béghin se sont illustrés en réalisant des ascensions remarquables en style léger.

#### Nouvelles pratiques

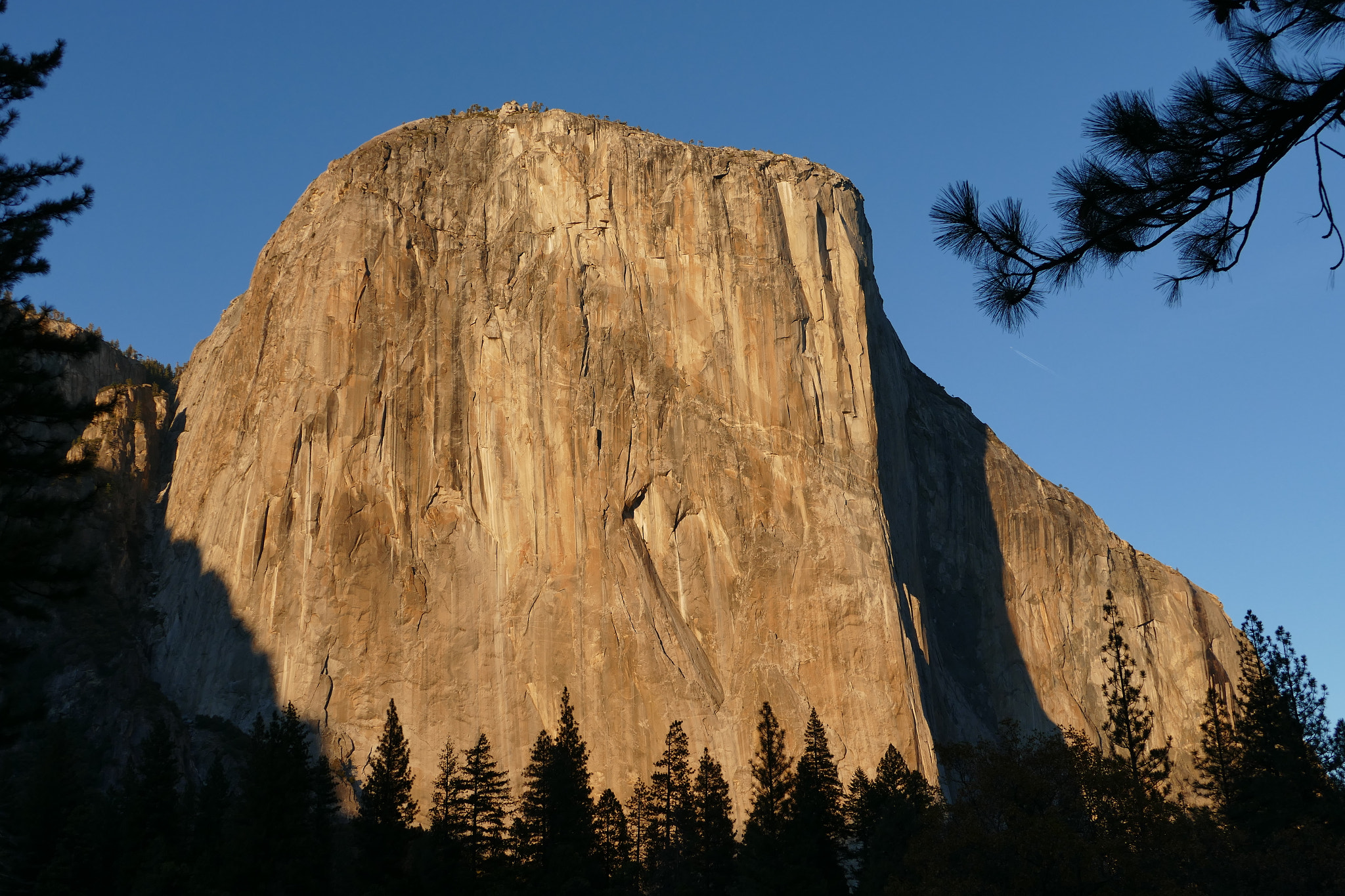
El Capitan, falaise emblématique de l'escalade dans la vallée de Yosemite où Lynn Hill a libéré la voie le Nose en 1993.

Dans le courant des années 1970, l'escalade cesse d'être perçue exclusivement comme une composante de l'alpinisme, un moyen pour atteindre le sommet, elle devient une fin en soi sous la forme d'une discipline sportive autonome. Ce développement de l'escalade sportive a eu plusieurs conséquences en retour sur la pratique de la montagne. Tout d'abord, une discipline d'entraînements réguliers, voire une préparation de compétiteur, qui a pour effet de faire progresser le niveau technique des grimpeurs. Le 7e degré est finalement accepté comme cotation des difficultés extrêmes. L'éthique et la pratique de l'escalade libre se sont largement diffusées, accompagnées d'un mouvement de rejet des anciennes techniques d'ascension dites « d'escalade artificielle » faisant usage de pitons, cordes et étriers pour aider à la progression des alpinistes. Avec la culture de l'escalade libre, la corde et les points d'ancrage ne servent plus qu'à retenir le grimpeur en cas de chute.
Sous l'influence de ces nouvelles pratiques, le niveau des voies rocheuses augmente au cours des années 1980, à l'exemple des voies ouvertes par Michel Piola dans les Alpes. Cela a aussi entraîné l'apparition de voies d'escalade entièrement équipées de points d'ancrage permanents, pitons à expansion ou broches scellées, ce jusqu'en haute-montagne, ce qui a parfois suscité des polémiques.
L'alpinisme féminin a bénéficié de cette mutation. Des grimpeuses qui ont acquis en falaise un fort niveau technique réalisent des premières de haute difficulté en montagne, comme Catherine Destivelle qui ouvre en 1991 une nouvelle voie dans la face ouest du Dru en solo ou Lynn Hill qui a libéré la voie du Nose sur El Capitan en 1993.
D'autres disciplines se sont développées de façon autonome, le ski de randonnée, tout d'abord, avec les compétitions de ski alpinisme ou le ski de pente raide par des skieurs extrêmes, tels Jean-Marc Boivin, Pierre Tardivel, ou encore le surfeur Marco Siffredi. De la même manière, l'escalade sur glace a progressé avec le développement de la pratique, du matériel et des compétitions de cascade de glace et son équivalent sur rocher, le dry-tooling.

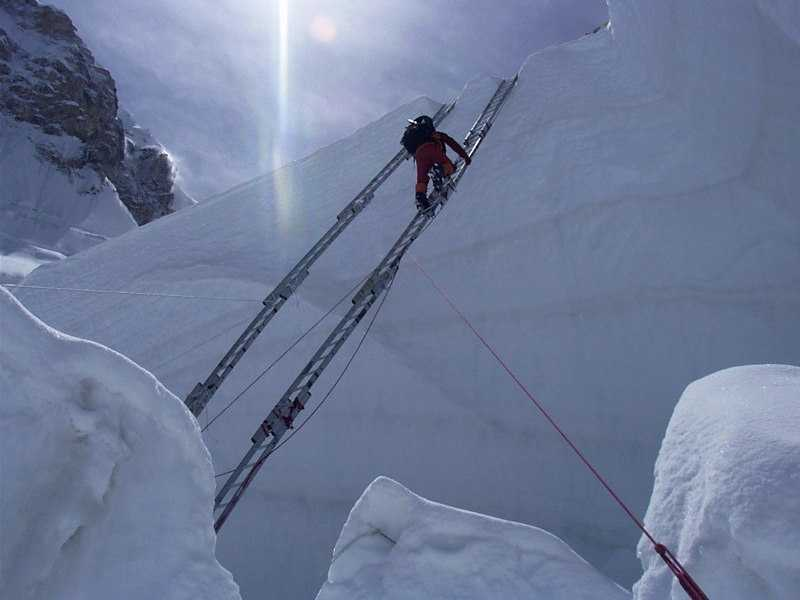
Passage équipé d'échelles et cordes fixes sur la voie normale de l'Everest, 2005.

Enfin, la médiatisation de l’escalade, notamment en France, celle de personnages tels que Patrick Edlinger, ainsi que l'engouement pour les sports dits « à risques » et pour les activités de pleine nature ont eu pour effet d'amener un nombre croissant de pratiquants en montagne. La conséquence négative de cet engouement a été l'augmentation des déchets abandonnés sur de nombreux sites et sommets, mais aussi refuges et itinéraires d'accès, principalement dans les lieux les plus célèbres comme le Mont Blanc ou l'Everest,. La problématique écologique fait l'objet d'une prise de conscience généralisée particulièrement médiatisée : la pollution due à l'alpinisme devient un sujet d'inquiétude pour les pratiquants, soucieux pour eux-mêmes et pour les futures générations, auquel les autorités ainsi que les alpinistes eux-mêmes tentent de remédier.

#### Un jeu sans cesse réinventé

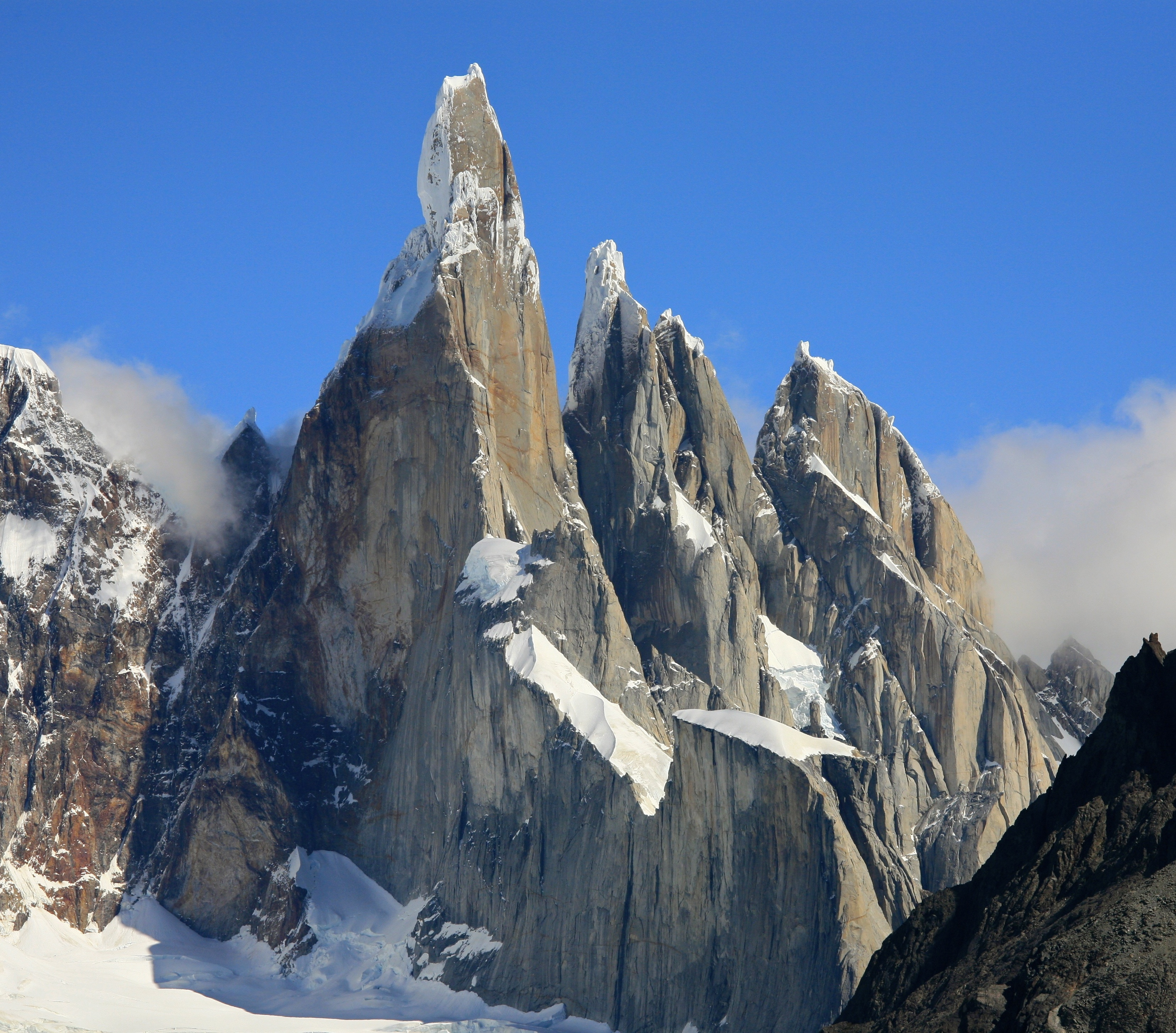
Cerro Torre.

À partir des années 2000, les diverses pratiques en alpinisme prennent une forme de plus en plus technique et approfondie. Cette tendance est soutenue par des méthodes d'entraînement sportif plus modernes (planification et suivi, salle d'escalade) et des avancées technologiques (matériel plus léger, électronique, prévision météorologique). On trouve ainsi des alpinistes « athlètes » capables de grandes performances physiques ou bien de réalisations à un niveau technique extrême. En conséquence, les itinéraires qui représentaient la limite de ce qu'il est possible de gravir en haute montagne sont réalisés en style léger et en escalade libre. Le symbole de cette évolution se trouve dans les voies Maestri au Cerro Torre : alors que l'authenticité de l'ascension de 1959 était mise en doute et que les moyens de celle de 1970 étaient contestés, les versants où elles se déroulent sont parcourus, entre 2005 et 2012, en usant de moyens conformes à l'éthique sportive et en libre.
La performance en alpinisme s'exprime, au début du nouveau millénaire, dans des formes renouvelées. Certains, comme Patrick Berhault, se lancent dans des enchaînements interminables. D'autres réalisent des solo improbables, comme celui Hansjörg Auer dans À travers le poisson à la Marmolada en 2007. Enfin, une nouvelle génération d'alpinistes accède à la notoriété en pulvérisant les horaires d'ascension, comme Kílian Jornet et Ueli Steck qui a gravi, en 2015 la face nord de l'Eiger en 2 h 23.
De manière exceptionnelle, l'alpinisme est pratiqué malgré des handicaps physiques. Comme Erik Weihenmayer, qui est, en 2001, la première personne aveugle à gravir l'Everest, ou encore Hari Budha Magar qui, en 2017, devient le premier double amputé au-dessus du genou à escalader un sommet à plus de 6 000 m (pic Mera, 6 476 m).
L'alpinisme est inscrit à l'Inventaire du patrimoine culturel immatériel en France depuis 2015 et sur la liste des traditions vivantes de Suisse depuis 2017. En décembre 2019, l'alpinisme est classé au Patrimoine immatériel de l'humanité par l'UNESCO.

## Conduite d'une ascension

Topo de la Devies-Gervasutti à l'Ailefroide.

### Préparation
La montagne étant un milieu potentiellement dangereux, il convient de préparer sa course avant d'entreprendre une ascension. Les alpinistes commencent par collecter des informations sur les sommets qu'ils convoitent. Pour cela, ils disposent de cartes et de topo-guides. Il existe, sur chaque montagne, plusieurs itinéraires. Celui qui consiste à atteindre le sommet en exploitant les lignes de faiblesse de la paroi pour choisir le cheminement le plus facile est désigné sous le nom de « voie normale ». Plus sportive et engagée, une ascension peut aussi être un exercice de haute volée qui recherche la difficulté dans des itinéraires (faces surplombantes, faces nord dans l'hémisphère boréal) comportant parfois un point de non-retour au-delà duquel toute retraite est problématique voire compromise, nécessitant de la part des grimpeurs un solide équilibre moral et nerveux.
Les alpinistes se renseignent ensuite sur les conditions présentes dans l'itinéraire choisi. Ils peuvent avoir recours aux bulletins météo, aux informations diffusées par les gardiens de refuges, les clubs et bureaux des guides locaux, ainsi qu'aux comptes-rendus de sorties disponibles sur internet. Une fois ces informations réunies, ils sont en mesure d'évaluer si leur cordée possède actuellement le niveau physique, mental et technique pour réaliser cette ascension dans de bonnes conditions.
La phase de préparation permet aussi d'anticiper les problèmes susceptibles de survenir et les moyens d'y faire face. Il faut, pour cela, se renseigner sur la possibilité de contacter des secours, identifier des échappatoires en cas de mauvaises conditions, d'horaire non tenu ou d'accident. Il est aussi utile d'avoir à disposition des itinéraires de repli plus faciles, un objectif de substitution permet d'éviter que la cordée s'obstine dans un itinéraire dangereux.
Enfin, durant la préparation, les alpinistes réunissent l'équipement nécessaire pour faire face aux conditions météo, se nourrir, surmonter les difficultés techniques et assurer leur sécurité.

### Stratégies
Dans les Alpes, en raison d'un fort maillage routier et de la présence de remontées mécaniques, il est possible d'effectuer certaines ascensions « à la journée ». Cette stratégie nécessite néanmoins pour les alpinistes d'être très sûrs de leurs capacités à réaliser la voie, à estimer et tenir l'horaire. Les courses d'envergure, qui nécessitent parfois plus d'une journée d'ascension, s'accompagnent d'une ou plusieurs nuits en montagne. Dans les massifs les plus fréquentés, il existe des refuges de montagne, gardés ou non, qui permettent de dormir et, selon leur taille, de se restaurer avant ou après la course.
Si les alpinistes ne souhaitent pas dormir en refuge, ou s'il n'y en a pas à proximité de leur itinéraire, ils doivent organiser un bivouac au départ, voire, pour les courses longues, au milieu de la voie, si possible à l'abri des intempéries, dans une anfractuosité du rocher ou sur une plateforme naturelle. Dans une paroi rocheuse très raide sans zone de repos (big wall), les grimpeurs installent une plateforme artificielle (portaledge) sur laquelle il est possible de s'allonger et de s'abriter sous une toile. Pendant l'ascension, ce matériel est rangé dans un sac de hissage (du genre sac marin qui contient également la nourriture, le matériel de bivouac, etc.) qui pend dans le vide, relié au grimpeur par une corde et qu'il hisse une fois arrivé au relais. Très physique, l'opération est répétée autant de fois qu'il y a de longueurs dans la voie.

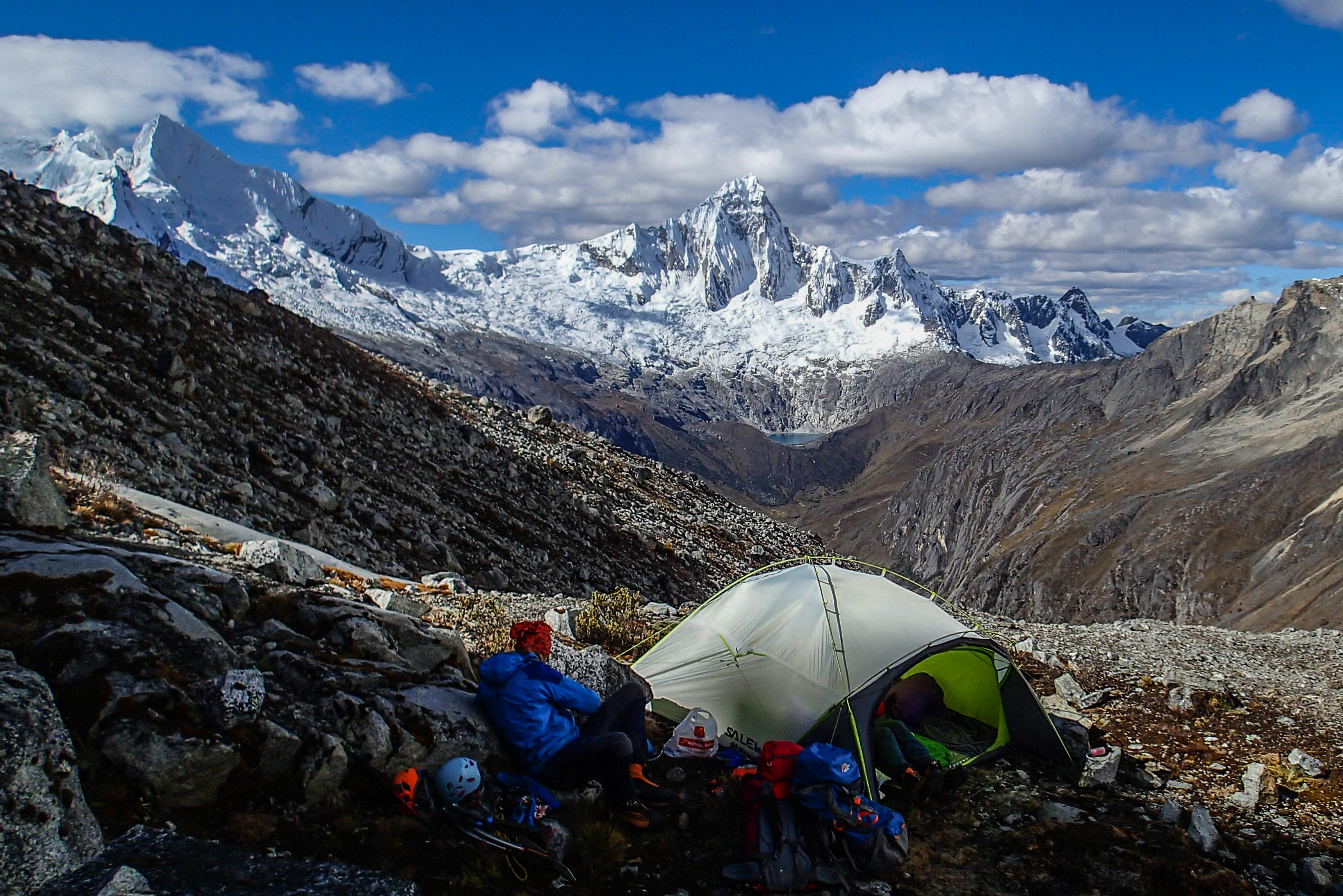
Camp dans la cordillère Blanche au Pérou.

Dans les régions où les montagnes sont éloignés des infrastructures, les alpinistes doivent organiser une expédition afin de pouvoir gravir les sommets. Il leur faut transporter les vivres et le matériel pour dresser des camps successifs, y compris le long de la voie d'ascension pour les plus hauts sommets. Lorsque les camps d'altitudes sont reliés par des cordes fixes, installés et approvisionnés par des guides et sherpas, on parle d'une ascension réalisée en style himalayen. À l'inverse, lorsque les alpinistes progressent continûment en transportent eux-mêmes leur matériel, on parle d'ascension réalisée en style alpin. Dans les sites les plus fréquentés de l'Himalaya, comme l'Everest, les tours opérateurs montent des expéditions commerciales appuyées sur des camps de base et des équipements d'altitude installés pour la saison.

### Équipement
L'équipement des alpinistes commence par leurs vêtements qui doivent leur permettre d'évoluer dans de bonnes conditions malgré un milieu qui peut s'avérer difficile. L'habillement se compose de trois couches : une première épaisseur de sous-vêtements synthétiques évacuant la transpiration, une deuxième épaisseur isolante avec des textiles de type polaire, veste en duvet naturel ou synthétique, une troisième épaisseur permettant de se protéger du vent et de la pluie avec des vestes de type Gore-Tex. Les gants évitent le refroidissement et l'engourdissement des mains, ils doivent permettre la manipulation du matériel. Les chaussures d'alpinisme, familièrement appelées « les grosses », sont des chaussures montantes renforcées, leurs semelles sont rigides afin d'améliorer la précision en escalade et la marche avec crampons, elles sont pourvues de débords permettant l'utilisation de crampons automatiques ou semi-automatiques. Sur neige et glacier, des guêtres assurent l'étanchéité des chaussures et protègent le bas des pantalons.
Lorsque l'alpinisme ne se pratique pas en solo, les partenaires sont généralement reliés par une corde, dont le rôle est d'amortir et d'arrêter une éventuelle chute. Cette corde est attachée au baudrier qui enserre le bassin de l'alpiniste. Sur un terrain glacé, les alpinistes portent sous leurs chaussures des crampons dont les pointes en acier pénètrent dans la glace. Pour leur équilibre, ils s'aident d'un piolet (voire deux piolets selon la difficulté de l'ascension) tenu à la main et dont le bas du manche comporte une pointe. En milieu vertical, la lame située en haut du manche du piolet sert à la traction. Pour assurer leur progression dans ce milieu vertical, la corde est passée régulièrement dans des points d'ancrage : piton, coinceur, sangle ou encore cheville à expansion placés manuellement ou à demeure dans le rocher. Si la paroi est recouverte d'une couche de glace suffisamment épaisse, une broche à glace permet l'assurage en se vissant dans la glace. Les dégaines, constituées de deux mousquetons reliés par une sangle, jouent le rôle de connecteur entre le point d'ancrage et la corde. Le système d'assurage est un appareil relié à la corde, au niveau du baudrier, pour contrôler le défilement de la corde lors de l'assurage ou de la descente en rappel.

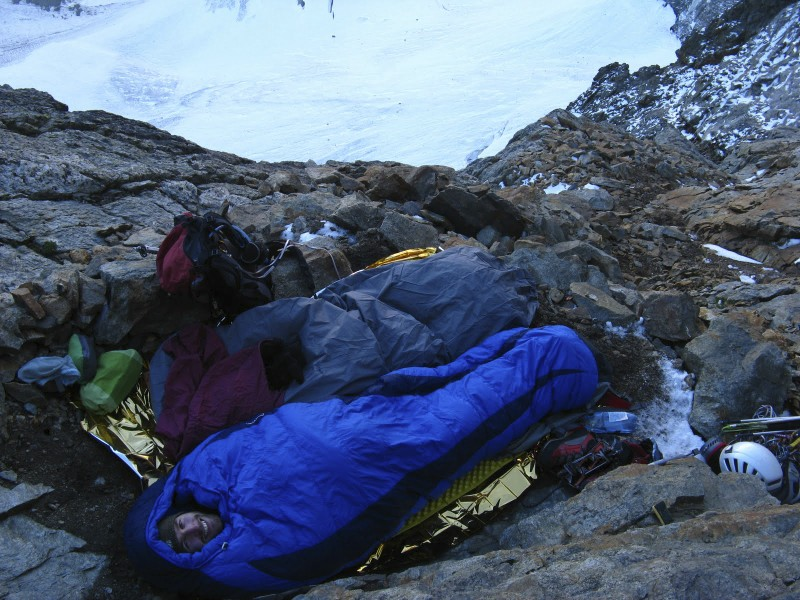
Bivouac en haute montagne à l'Ailefroide centrale.

Enfin, pour amener leur équipement en montagne, les alpinistes ont besoin d'un sac à dos, de préférence compact et confortable. Il doit contenir une lampe frontale, un briquet, un couteau, de la crème solaire, le matériel d'orientation (carte, boussole, GPS ou smartphone), une couverture de survie, une trousse de premiers secours, quelques vêtements de rechange (chaussettes, tee-shirt, gants, une petite veste chaude en polaire ou doudoune), ainsi que de quoi se nourrir et s'hydrater. En cas de bivouac, les alpinistes peuvent être amenés à emporter, en outre, un duvet, un petit tapis de sol et un réchaud, éventuellement un kit de réparation sommaire avec pince multifonction, ruban adhésif et fil de fer peut rendre de grands services.

## Techniques

### Progression
La pratique de l'alpinisme suppose la connaissance d'un large éventail de techniques pour progresser et se protéger. Il est nécessaire, afin de ne pas perdre de temps et d'assurer sa sécurité, de savoir les mettre en œuvre de façon adaptée au terrain sur lequel évolue la cordée.

#### Terrain rocheux
Si le terrain est facile et selon leur aisance, les deux membres de la cordée peuvent progresser ensemble « à corde tendue » afin de gagner du temps sur l'horaire de la course, en particulier en terrain « montagne ». Ils utilisent alors un encordement court pour éviter de prendre la corde dans les rochers et de faire tomber des pierres, le reste de la corde étant contenu sous forme d'anneaux de buste. Les grimpeurs s'assurent en passant la corde derrière des reliefs rocheux (écailles, béquets), soit en posant des protections (anneaux de sangle, coinceurs) que le second retire au fil de sa progression, on parle d'assurage « en mouvement ».
Lorsque la cordée rencontre un passage plus difficile mais ponctuel et peu élevé, elle peut rallonger la longueur de corde suffisamment pour que le premier grimpeur franchisse l'obstacle, tandis que le second l'assure en faisant passer la corde derrière sa taille, après s'être soigneusement calé dans les rochers, on parle d'assurage « à l'épaule » ou « à l'ancienne ».

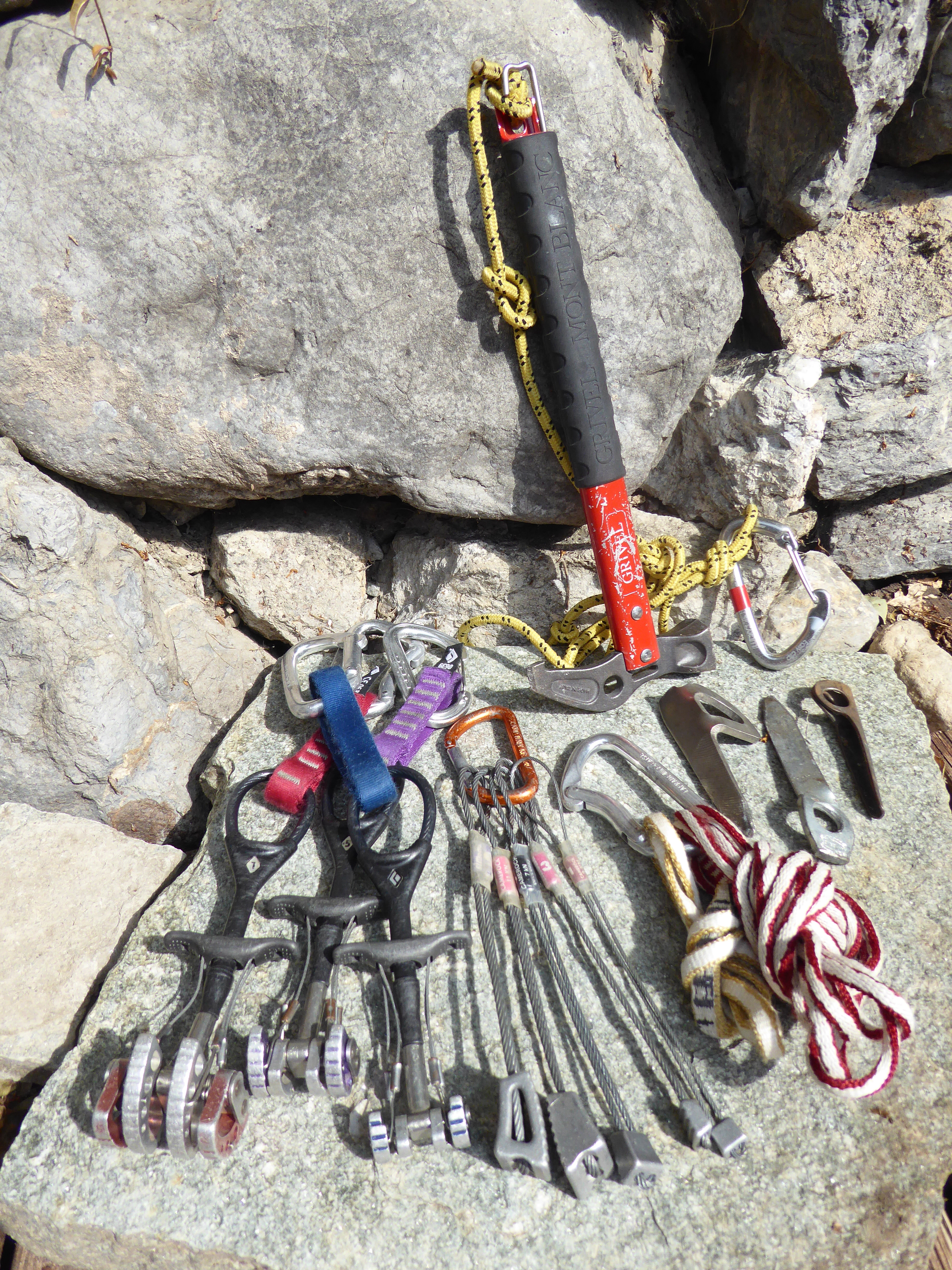
Protections utilisées en terrain rocheux : coinceurs à came (dits friends), coinceurs à câble (ou bicoins), sangles, pitons et marteau.

Quand les difficultés rocheuses deviennent plus importantes et continues, la progression s'effectue en « tirant des longueurs » dont le nombre varie avec la hauteur de l'obstacle rencontré. Lorsque le grimpeur de tête a terminé une longueur, il installe un « relais » sur une plateforme plus ou moins exiguë selon la configuration de la paroi. À ce relais, le grimpeur se sécurise en s'attachant au rocher et fait monter son compagnon de cordée. Arrivé au relais, le second se sécurise à son tour et se prépare à assurer à nouveau son leader qui poursuit sa progression. Dans une cordée de deux grimpeurs, le second peut aussi enchaîner et passer en tête à son tour, ce qui évite des manipulations de matériel et de corde fastidieuses et chronophages. Dans ce cas, on parle de cordée réversible (grimper en réversible).
Entre chaque relais, celui qui grimpe en tête aura pris soin de poser des protections (ou points d'assurage) qui permettront d'enrayer une éventuelle chute. Ces protections sont fixées soit à des points d'ancrage naturels sur le rocher (béquets, lunules, trous), soit grâce à du matériel posé par le leader et qui se verrouille dans les anfractuosités du rocher (coinceurs à câble, hexagonaux ou à cames), soit en plantant des pitons dans les fissures du rocher. Un piton bien posé donne un son métallique clair de plus en plus aigu lorsqu'il est frappé. Un bruit sourd et grave indique au grimpeur un mauvais verrouillage du piton qui doit faire l'objet de toutes les précautions quant à son utilisation. Ce matériel est récupéré par le second de cordée, fonction ingrate car un piton bien verrouillé dans une fissure réclame souvent plus d'efforts physiques pour le récupérer que pour le placer. Un piton peut être abandonné, solution préférable à un acharnement à grands coups de marteau qui peuvent affaiblir le piton et le rendre inutilisable ou pire, dangereux pour les cordées qui suivront. Dans de nombreuses voies classiques, fréquemment répétées, il n'est pas rare que les passages difficiles soient équipés à demeure de pitons, spits ou broches, ce afin d'éviter la détérioration du rocher due à la pose et au retrait répétitifs des pitons, cela permet aux grimpeurs de progresser avec un matériel plus léger.

#### Terrain neigeux, glaciaire et mixte
Dans les courses de neige, la technique essentielle à maîtriser est l'usage des crampons et l'ancrage du piolet. Les crampons peuvent être plantés à plat (cramponnage à dix pointes), de façon frontale (cramponage pointe avant) ou mixte en fonction de la raideur de la pente. L'utilisation de crampons nécessite un apprentissage afin d'éviter qu'ils se prennent dans le pantalon et provoquent une chute. Le piolet peut être utilisé comme une canne, en ramasse, en traction ou pour tailler des marches, il sert aussi à enrayer une glissade à condition que l'alpiniste se soit correctement entraîné à cela.
Sur la neige, les alpinistes progressent dans la grande majorité des cas à corde tendue, la distance entre les membres de la cordée variant selon la nature du terrain : encordement long sur un glacier plat et crevassé dans le but d'éviter la chute des deux alpinistes dans une crevasse, encordement court avec anneaux de buste sur des pentes de neiges raides afin de retenir une éventuelle glissade. Le franchissement de crevasses peut nécessiter de tirer une longueur afin de parer une éventuelle chute due à l'effondrement d'un pont de neige.
À l'instar de l'escalade en rocher, il devient nécessaire de tirer des longueurs lorsque la paroi est plus raide et les difficultés plus soutenues. Cela se produit notamment lors de la remontée de couloirs, ou de goulottes en glace ou en mixte (glace et rocher). Dans ce cas, les techniques et le matériel (piolets traction, crampons à pointes avant) de l'escalade glaciaire sont mobilisés. La pose de protections par le grimpeur de tête peut s'avérer délicate : glace mince et vitreuse, placages (fines couches de neige déposées dans les faces nord par les intempéries et rafales de vent), etc. On utilise, dans ce cas, des broches à glace de longueurs et de modèles différents selon les caractéristiques de la glace et qui permettent de fixer des mousquetons. Si du rocher est présent sur l'itinéraire, il est possible de poser des protections d'escalade rocheuse (pitons, coinceurs). Afin d'économiser le matériel, il arrive aussi que les alpinistes réalisent avec leurs broches des lunules de glace, appelées Abalakovs, aux relais ou pour poser un rappel.
Certaines longueurs peuvent comporter alternativement un passage en glace puis en rocher. Afin de ne pas perdre de temps à chausser et déchausser les crampons, les alpinistes peuvent franchir les passages en rocher crampons aux pieds (à l'aide des pointes avant) et utilisent les piolets qu'ils verrouillent dans les fissures (technique du dry-tooling).
Pour progresser rapidement dans les ascensions d'envergure longues (Everest) ou techniques (Eiger), les alpinistes utilisent des cordes fixes qu'ils remontent à l'aide de poignées Jumar. Ces cordes fixes, qui sécurisent les passages difficiles, sont installées à demeure ou en fonction des besoins par les équipeurs.

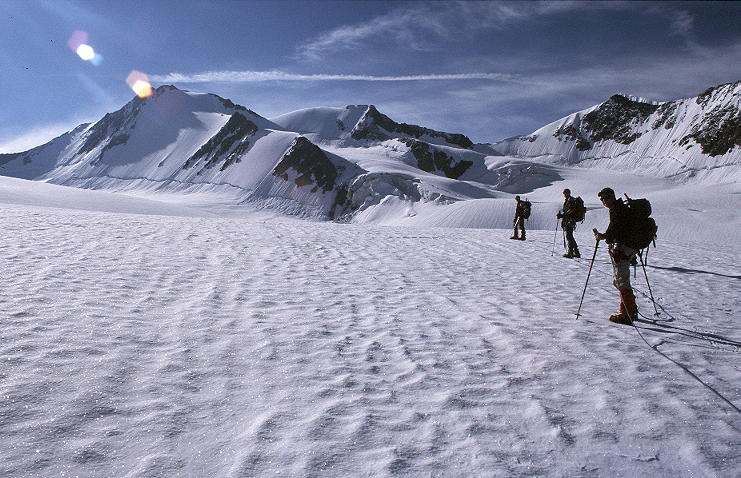
Randonnée glaciaire avec encordement long.
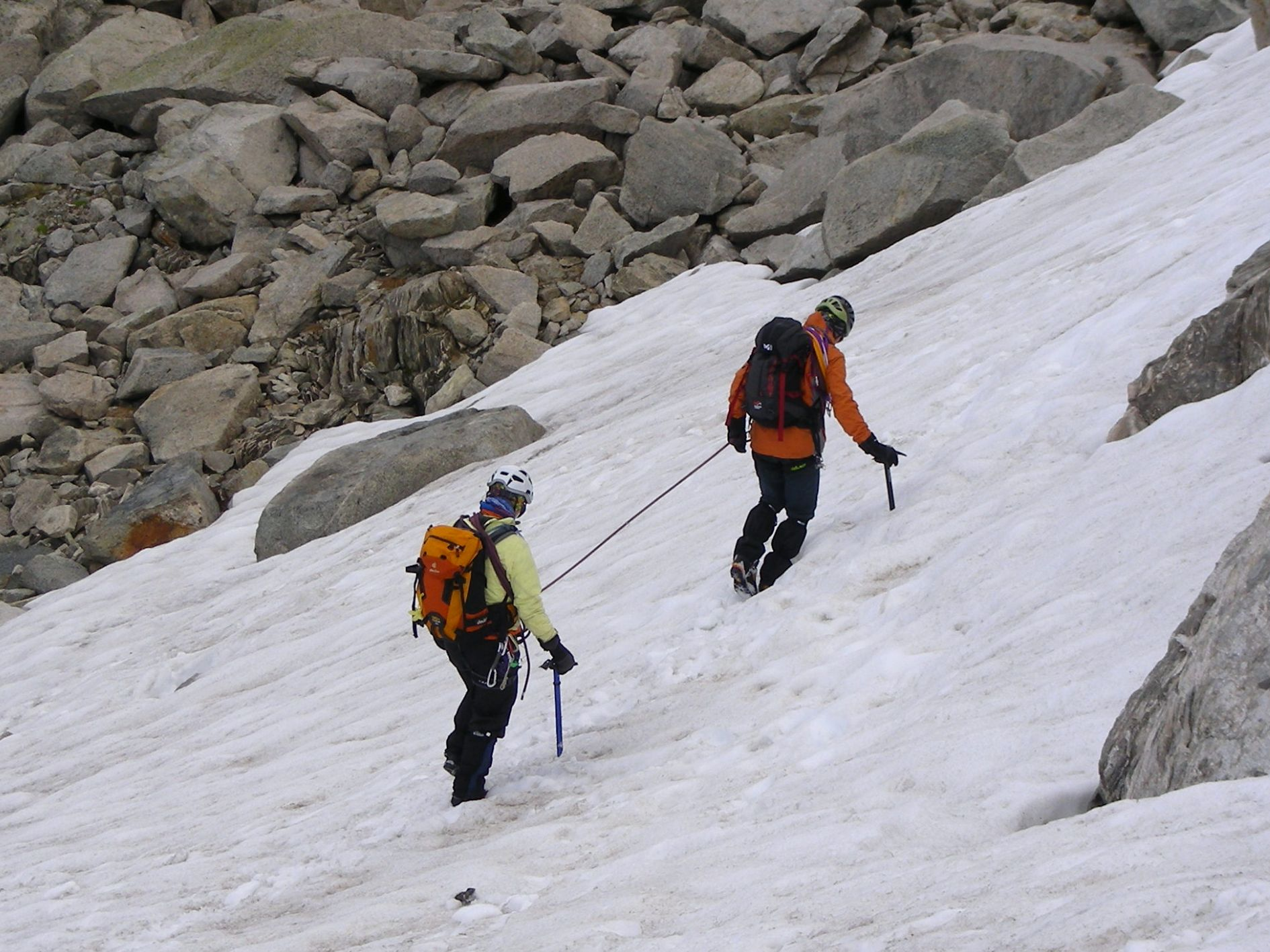
Progression à corde tendue sur une pente de neige.
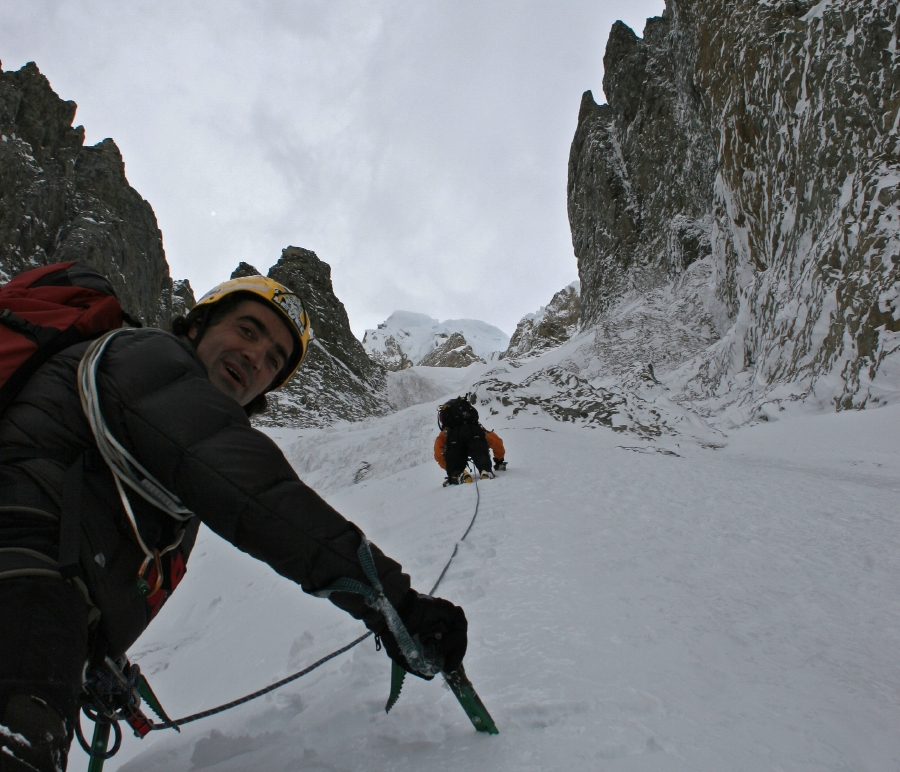
Ascension d'un couloir.
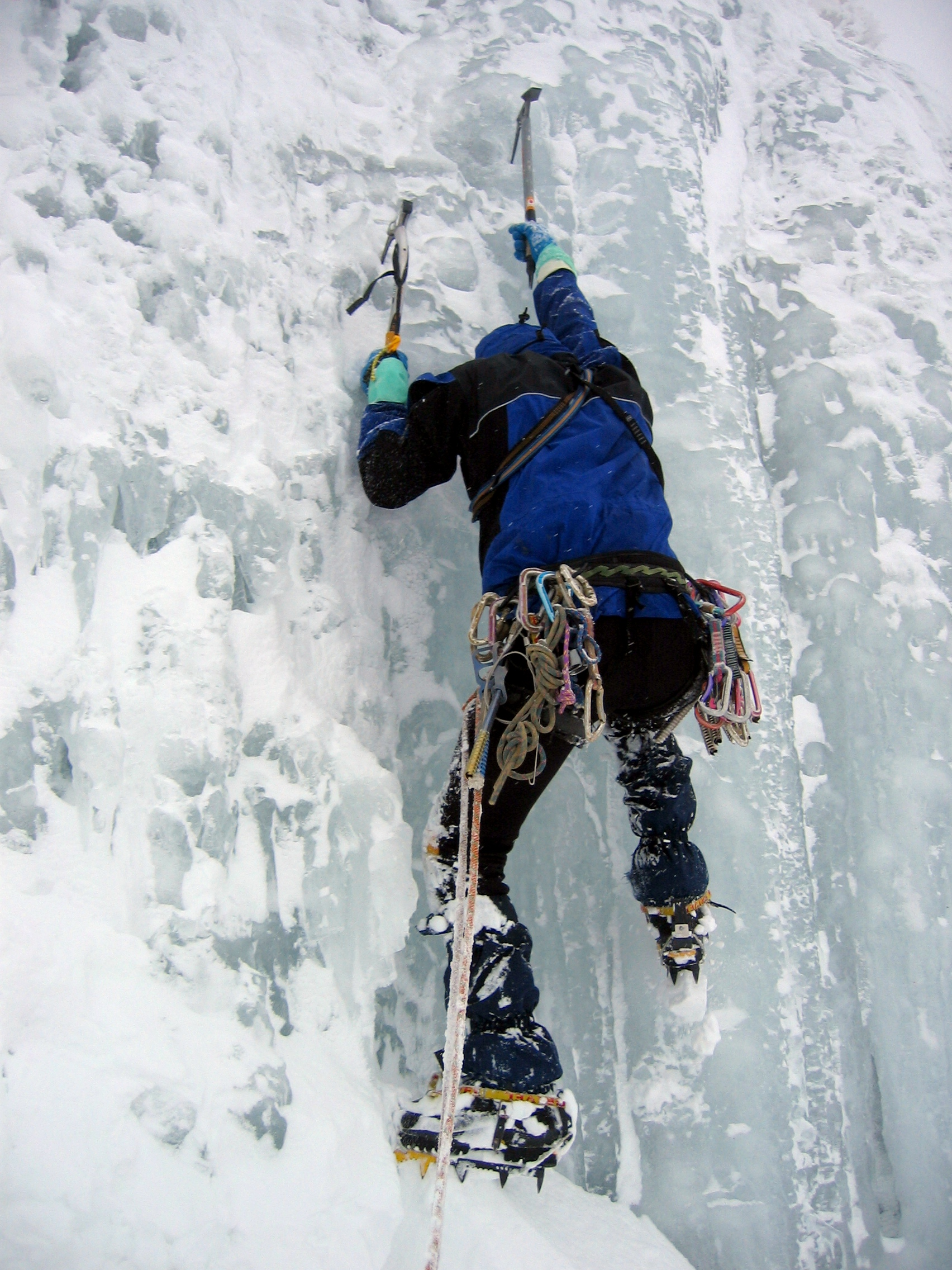
Escalade glaciaire (cascade) avec crampons et piolets techniques.
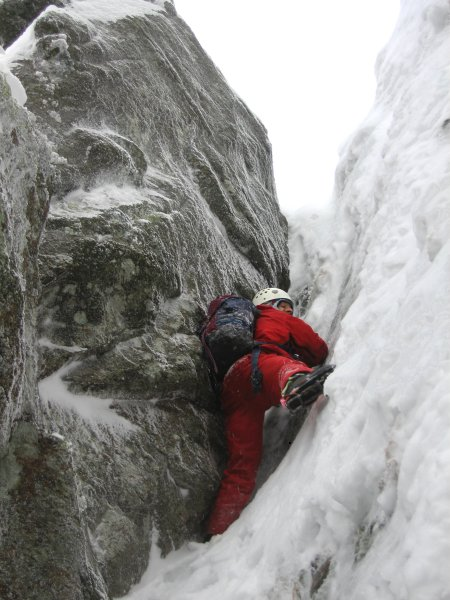
Escalade mixte, arête du Hohneck.
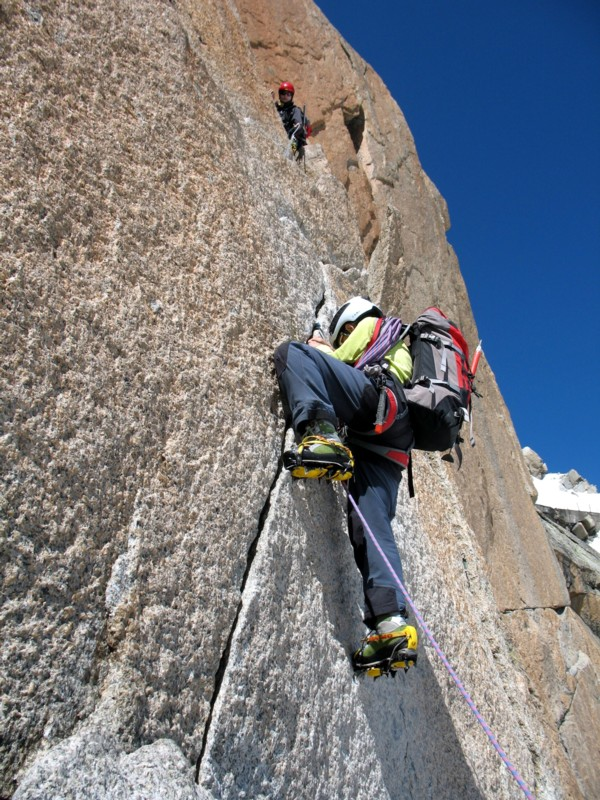
Passage rocheux en tête avec des crampons, arête des Cosmiques.
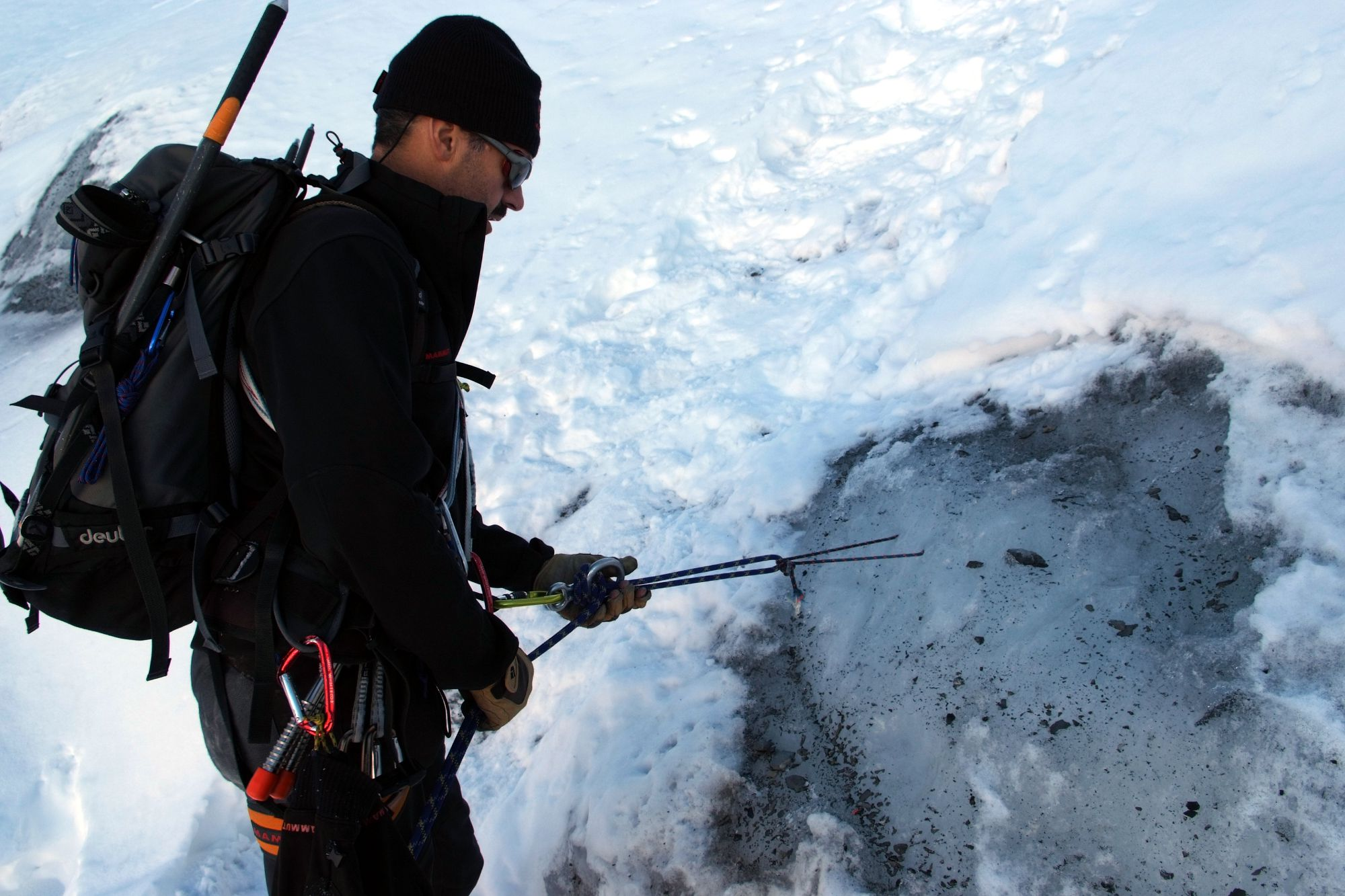
Rappel sur ancrage de glace (Abalakov).

### Sécurité
La cordée idéale d'un point de vue sécurité et rapidité est la cordée de deux alpinistes s'ils sont de niveau équivalent. Il est courant de croiser des cordées de trois membres (un leader et deux seconds) pour les ascensions en neige comme en rocher. Pour les ascensions faciles à dominante neige, les cordées peuvent compter jusqu'à quatre membres sous la direction d'un guide ou d'un leader expérimenté.
La sécurité d'une cordée ne se limite pas à la seule quantité de matériel utilisée. Elle se manifeste aussi par son niveau technique, sa capacité à tenir un horaire, à « lire » le terrain (sens de l'itinéraire en paroi ou sur un glacier), à interpréter les signes avant-coureurs d'un changement de météo ou des conditions en altitude (état de la neige, risque de chutes de pierres, etc.). Un minimum de connaissances en orientation est nécessaire pour mener à bien la plupart des courses en montagne.

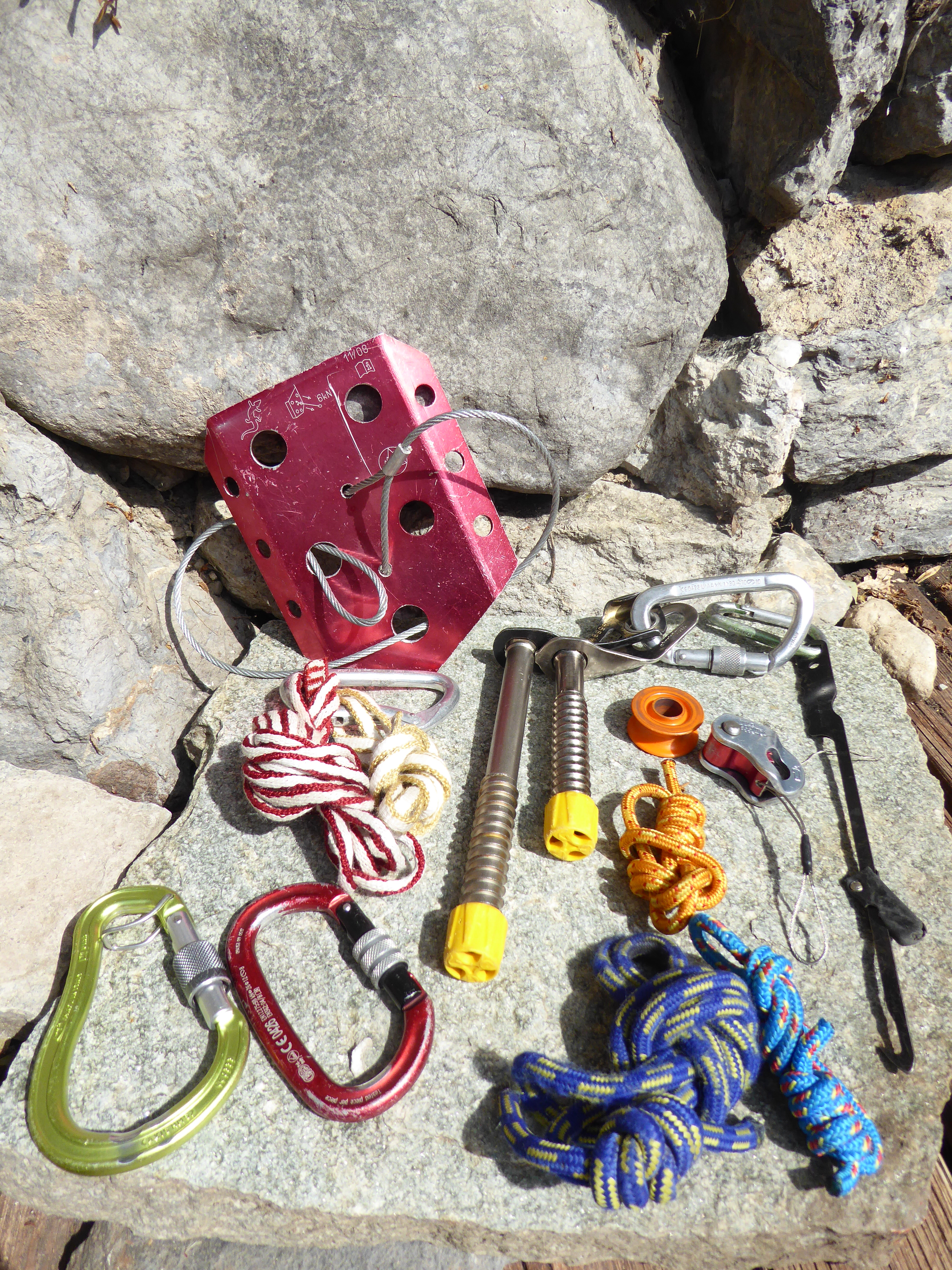
Nécessaire de sécurité sur glacier : ancre à neige, sangles, mousquetons, broches à glace, poulie, bloqueur mécanique, crochet à Abalakov, mousquetons, cordelettes pour autobloquants.

Paradoxalement, les voies les plus faciles sont considérées comme étant les plus dangereuses car elles se déroulent généralement sur un terrain fracturé, parfois délité, propice aux chutes de pierres. Par ailleurs et contrairement à une idée reçue, la descente est la phase de la course en montagne où la probabilité d'un accident est la plus importante (relâchement de l'attention, fatigue, euphorie, etc.). Atteindre un sommet ne signe pas la fin de la course et la descente, parfois technique (succession de rappels alternant avec des séquences de désescalade), n'est pas à négliger et nécessite une concentration de tous les instants. Par ailleurs, la dégradation des conditions au fil des heures (ramollissement de la neige sous l'effet du soleil favorisant les glissades, dégel provoquant les chutes de pierres, etc.) est un facteur aggravant.
Une cordée autonome ne doit pas seulement connaître les techniques de progression, il lui faut aussi maîtriser les manœuvres de sauvetage et de réchappe. En cas de chute en crevasse, la victime doit être capable d'effectuer une remontée sur corde, si cela n'est pas possible, son compagnon doit savoir construire un mouflage afin de la sortir. Les alpinistes doivent aussi pouvoir se replier face à des difficultés trop importantes, de mauvaises conditions, ou en cas d'accident. Pour cela, il est nécessaire de connaître les différentes formes de rappels sur neige (champignon de neige, corps mort), glace (Abalakov) ou rocher (béquet, sangles, pitons).
Le réchauffement climatique affecte les massifs et la haute montagne n'échappe pas à la métamorphose : fonte des glaciers, éboulements, écroulements des parois. Certaines courses sont désormais impraticables compte tenu du danger permanent auquel s'exposent les alpinistes qui modifient leurs habitudes : abandon d'itinéraires légendaires, fréquentation d'autres secteurs de grimpe, décalage de la saison d'alpinisme, réouverture partielle ou contournement d'itinéraires affectés par les écroulements.

### Cotation des difficultés

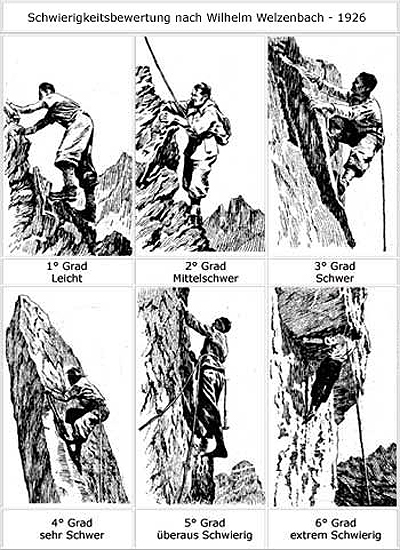
L'échelle des six degrés en escalade selon Willo Welzenbach.

Les alpinistes ont assez tôt ressenti le besoin d'un système de cotation des ascensions afin de d'évaluer les performances et anticiper la difficulté des répétitions. Plusieurs échelles ont été proposées jusqu'à ce que s'impose, dans les Alpes, celle créée par l'alpiniste allemand Willo Welzenbach en 1925. Elle classe les itinéraires selon six degrés de difficulté allant de « facile » (F) à « extrêmement difficile » (ED), le premier degré étant celui où apparaît la nécessité d'utiliser les mains, et le sixième la limite supposée des possibilités humaines. En 1979, l'UIAA reconnaît l'existence d'un septième degré ouvert, par la suite, un huitième et neuvième degrés ont été admis pour des escalades uniquement rocheuses, comportant des longueurs en libre au-dessus du septième degré. Ces niveaux peuvent être précisés par les mentions « inf » et « sup », ou +/-. Pour les ascensions en haute altitude glaciaires ou mixtes, la cotation maximale reste ED+, ce qui conduit à un tassement des cotations. On voit alors apparaître, d'abord chez les alpinistes britanniques, les notations ouvertes ED1-ED2-ED3-ED4-ED5. Les degrés de l'échelle de Welzenbach étendue constituent ce que l'on appelle la « cotation alpine globale ».
La cotation d'ensemble ne donne néanmoins qu'une information incomplète : une voie courte, sans engagement, mais comportant des passages d'escalade difficiles, peut être cotée de la même façon qu'une course ne présentant pas de tels passages, mais longue et éprouvante. Pour cette raison, la cotation alpine globale est précisée par une cotation des difficultés techniques et, parfois, une cotation d'engagement.
La cotation technique des passages rocheux reprend les cotations des voies d'escalade libre. Il existe plusieurs systèmes issus des traditions locales, en France, la difficulté est exprimée par un chiffre de 3 à 9 accompagné des lettres a, b, c (exemple 7b).
La cotation pour l'escalade artificielle est signalé par un A (« artificielle ») suivi d'un chiffre allant de 1 à 6 et indiquant la difficulté de placement et la résistance des points de progression, A1 correspondant à des points en place et résistant à une chute, A6 à une longueur dans laquelle aucun point, y compris le relais, ne résiste à une chute.
L'escalade glaciaire utilise les qualificatifs de l'échelle de Welzenbach allant de F (« Facile ») à D (« difficile »), au-delà, elle introduit une cotation allant de 1 à 7, à laquelle on peut ajouter +/-, ainsi que les mentions X pour un risque d'écroulement et R pour de la glace mince. Les sections mixtes sont indiquées par la lettre M suivie d'un chiffre de 1 à 8.
Les glaciéristes ont introduit une cotation indiquant le « sérieux » de la course, c'est-à-dire la longueur, l'engagement et les risques rencontrés, formulée en chiffres romains de I à VII. Cela permet de créer une cotation à double entrée, sérieux et difficulté technique, qui a été reprise par plusieurs topo-guides.

## Risques

### Accidentologie
Depuis l'ouvrage d'Emil Zsigmondy, Les Dangers de la montagne (1886), les alpinistes ont coutume de distinguer dangers « objectifs » (dont l'origine est imputable aux conditions ou à l'environnement) et dangers « subjectifs » (dont l'origine est imputable à l'individu). Cette notion a été diffusée en France par Gaston Rébuffat et elle est encore communément utilisée dans l'analyse des risques liés à la pratique de l'alpinisme.

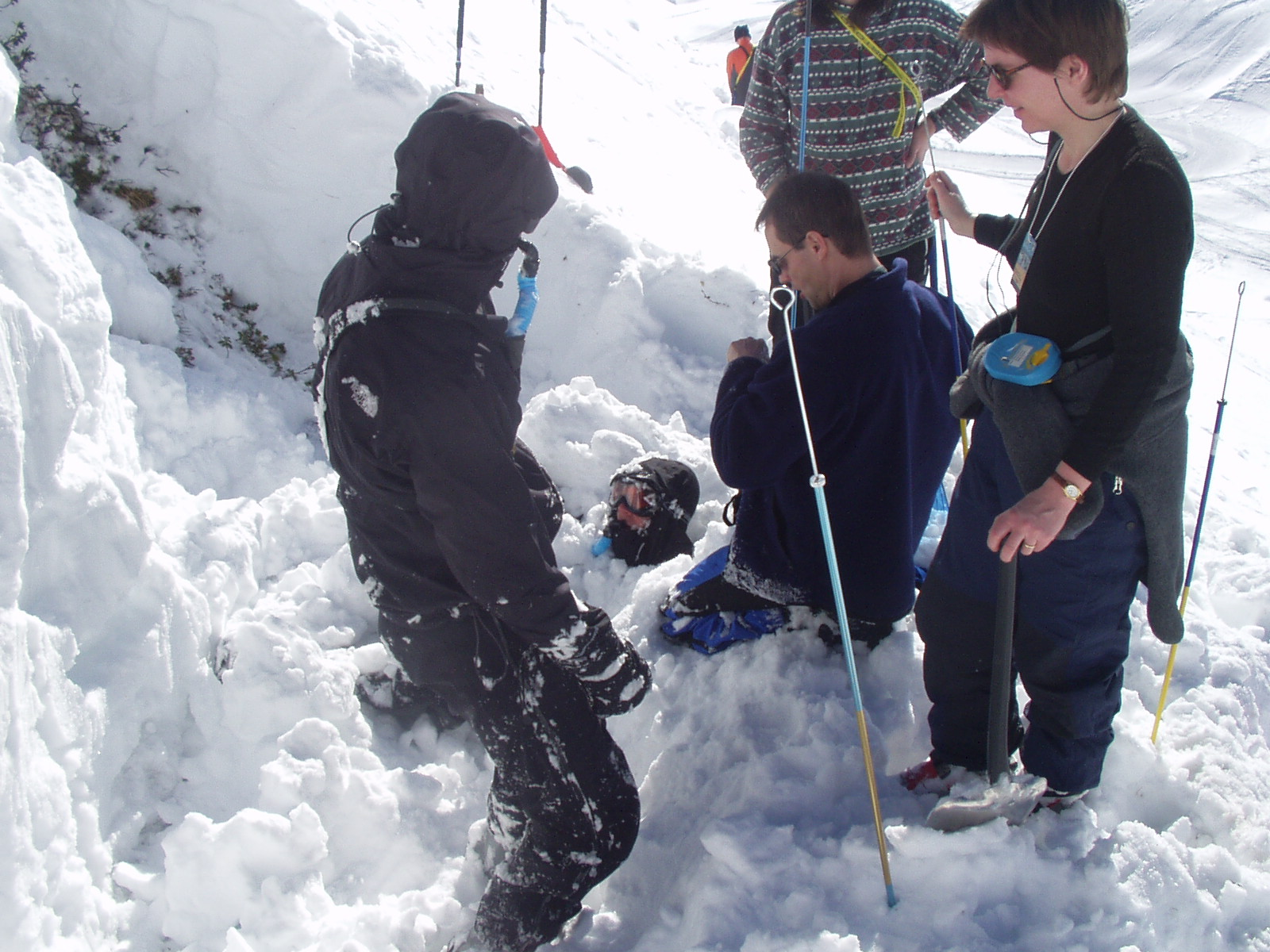
Exercice de sauvetage d'une victime d'avalanche.

Les dangers objectifs sont d'origine naturelle, comme les chutes de pierres, de séracs, les ruptures de corniches, les avalanches et les orages. Ce sont des phénomènes sur lesquels l'alpiniste a très peu de prise mais qui sont, en partie, prévisibles.
Les dangers subjectifs sont d'origine humaine, ils proviennent de l'inadaptation des alpinistes à leur environnement. Ils peuvent découler d'erreurs de jugement, comme la mauvaise appréciation d'une situation conduisant à s'exposer à des dangers objectifs, le mauvais choix de l'itinéraire, la mauvaise utilisation du terrain (ex : prise non testée en escalade), la mauvaise utilisation du matériel (dont équipement déficient ou usagé) ou l'absence de consultation des prévisions météorologiques. La cordée peut aussi se mettre en danger par manque d'entraînement, de condition physique ou d'expérience relativement à la course choisie. Des défaillances psychologiques, comme la panique ou à l'opposé l'excès de confiance en soi, conduisent aussi à se mettre en péril. Ces dangers peuvent être prévenus par la préparation de la course et la formation continue des alpinistes.
Les conséquences des accidents évoluent du stade bénin à celui de mortel :
- le dévissage d'une paroi rocheuse ou glaciaire (risque important en cas de mauvaise assurance, qualité de la neige ou du glacier dégradée, difficulté de l'itinéraire sous-estimée) entraîne des traumatismes divers (entorses, luxations, fractures, traumatismes crâniens et abdominaux, hémorragies) ;
- la chute dans une crevasse (à la suite d'un encordement inadapté à la progression sur glacier, inattention, rupture du pont de neige) entraîne des traumatismes divers et une hypothermie due au contact prolongé avec la glace ;
- l'avalanche, la chute de séracs, la chute de pierres causent respectivement l'asphyxie (par inhalation de particules, aérosols), l'écrasement (blocs de glace), et des traumatismes divers ;
- la foudre cause l'électrocution, des brûlures, l'état de choc, la surdité, la sidération.

### Pathologies
Les conditions éprouvantes (altitude, froid, vent, ensoleillement) dans lesquelles évoluent les alpinistes les exposent à des risques pathologiques spécifiques qui peuvent évoluer du stade bénin à celui de mortel dans certains cas.
- Le froid, en association avec le vent, un habillement inapproprié ou le stress, entraîne l'onglée, des gelures et l'hypothermie[131].
- La baisse de la pression atmosphérique en altitude met l'organisme en hypoxie, faute d'acclimatation et d'une montée progressive, les alpinistes s'exposent au mal aigu des montagnes (MAM) qui, dans ses formes sévères, peut déboucher sur des œdèmes pulmonaires ou cérébraux[132].
- Un état de forme ou un entraînement inadapté à l'effort fourni, ainsi que l'affaiblissement de l'organisme face aux agressions des éléments naturels sans réconfort (repos, chaleur, boisson, nourriture) ou protection suffisante (vêtements, tente, igloo, refuge) débouche sur l'épuisement. Pour l'éviter l'alpiniste doit se ménager des pauses, se nourrir et s'hydrater régulièrement[133].
- Le rayonnement solaire est plus intense avec l'altitude, il est encore accru par le pouvoir réfléchissant de la neige. Il provoque, faute de protection adéquate, des coups de soleil et l'ophtalmie des neiges[134].

La pratique régulière de l'alpinisme peut aussi, comme cela est le cas dans d'autres sports, déboucher sur des pathologiques chroniques dues à l'usure de l'organisme :
- le syndrome rotulien et même l'arthrose du genou (si les bâtons de marche ne sont pas régulièrement utilisés à la descente) ;
- les blessures liées à la pratique de l'escalade (tendinopathies, déchirures musculaires ou de poulies digitales) ;
- le cancer de la peau (faute de vêtements et de protections solaires nécessaires) ;
- les pathologies affectant les yeux (en cas d'usage insuffisant des lunettes solaires et casquette à visière).

### Secours

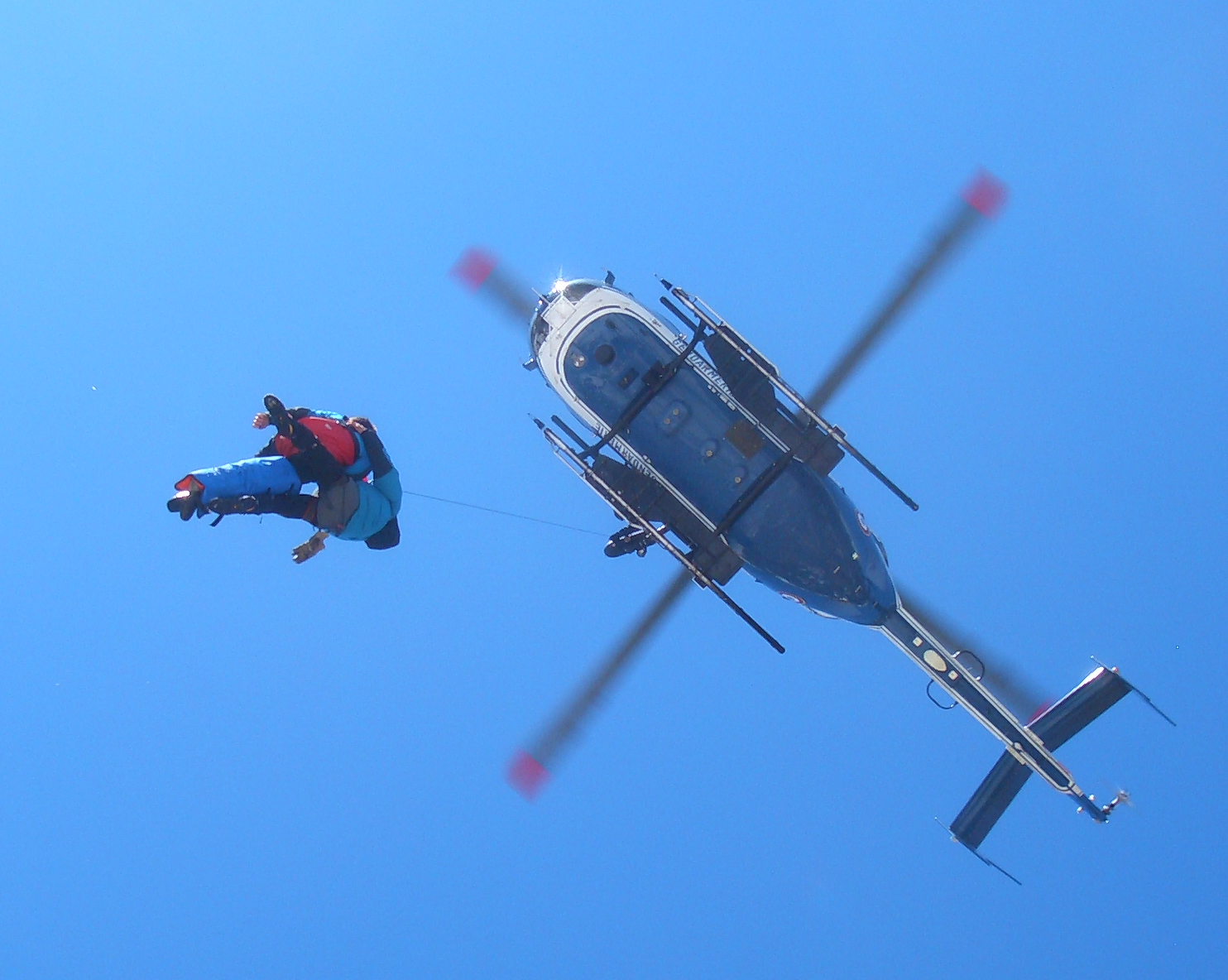
Hélitreuillage d'un blessé par le CRS montagne de Briançon.

Les pays développés ayant une tradition alpine ancienne sont dotés de secours en montagne héliportés. Les alpinistes doivent être formés et équipés pour contacter et informer les secouristes. Il leur faut ensuite préparer l'évacuation du blessé (dropping zone sécurisée).
Il arrive néanmoins fréquemment que l'on ne puissent pas contacter les secours (absence de réseau téléphonique) ou que ceux-ci ne puissent pas intervenir (mauvais temps), c'est pourquoi la cordée doit être formée et équipée pour apporter des premiers soins, aménager un abri (trou à neige, igloo) ou évacuer un blessé.

## Lieux de pratique
Historiquement, l'Europe est le berceau de l'alpinisme sportif. Ainsi, les Alpes et Pyrénées ont été systématiquement explorées par les grimpeurs. Durant l'hiver, des massifs d'altitude plus modeste, comme le Massif central ou les monts Grampians, peuvent aussi donner lieu à des courses d'alpinisme. Les Alpes scandinaves proposent des ascensions rocheuses en été, ainsi que des couloirs et cascades de glace durant la saison froide. Le Caucase, quant à lui, est une région particulièrement riche, avec dix massifs englacés entre 4 000 et 5 000 mètres d'altitude. Ces nombreux glaciers et traversées remarquablement longues ont été le terrain de prédilection des alpinistes soviétiques.

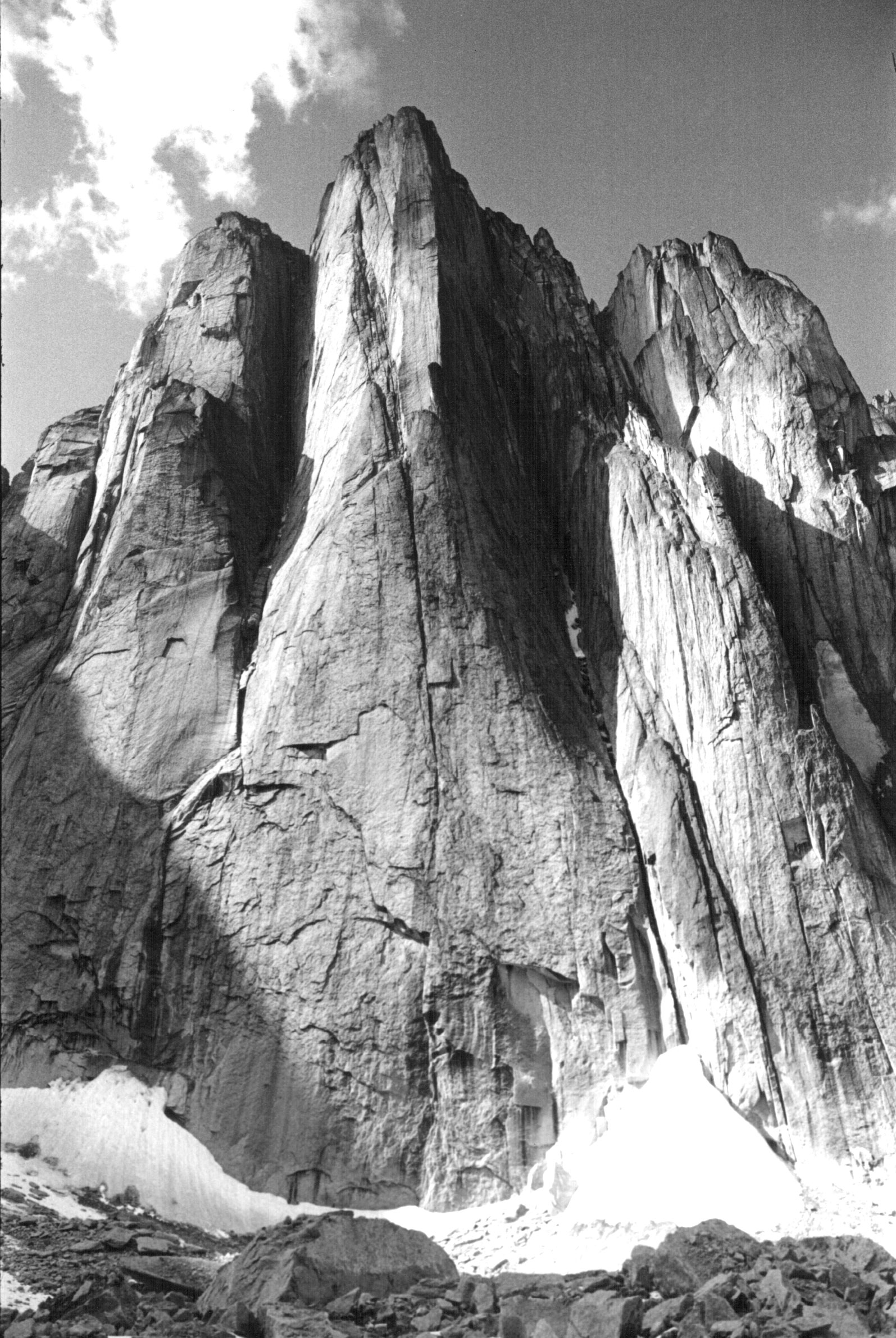
Tour de la Fleur de Lotus dans le cirque des Parois impossibles par Tom Frost.

Le continent africain possède plusieurs montagnes de plus de 5 000 mètres d'altitude (Kilimandjaro, mont Kenya, mont Stanley) sur lesquelles peuvent se pratiquer l'alpinisme rocheux, ainsi que des courses de neige. Mais celles-ci, comme l'emblématique Diamont Couloir au mont Kenya, souffrent du réchauffement climatique. Pour le reste, l'Afrique intéresse surtout les alpinistes pour ses escalades rocheuses (Hoggar, monts Hombori).
L'Asie est le continent des plus hautes montagnes, les quatorze sommets de plus de 8 000 mètres d'altitude appartiennent tous à l'ensemble montagneux que l'on désigne par « aire Hindu Kush-Himalaya » (HKH), laquelle comprend les chaînes de l'Himalaya, du Karakoram, de l'Hindou Kouch et du Pamir. Les alpinistes sont loin d'avoir épuisé le potentiel de courses de cette immense région.
Autre pôle majeur de l'alpinisme, l'Amérique du Sud avec la cordillère des Andes, plus longue chaîne de montagnes continentale du monde, qui, du Venezuela à la Terre de Feu, enchaîne volcans (Cotopaxi, Sajama), puissants massifs (cordillères Blanche, Royale, Principale) et tours rocheuses élancées (Cerro Torre). L'Amérique du Nord est aussi une destination digne d'intérêt avec, notamment, les montagnes Rocheuses et les géants aux conditions extrêmes d'Alaska (mont McKinley, 6 190 m). Le territoire canadien abrite des parois célèbres pour leur raideur et leur éloignement, comme le cirque des Parois impossibles et le mont Asgard.
Les régions polaires offrent des défis intéressant les alpinistes par leurs conditions extrêmes (massif Vinson, mont Ross), mais aussi par la qualité de leurs parois (Tasermuit Fjord au Groenland).

## Encadrement et organisations

### Encadrement professionnel

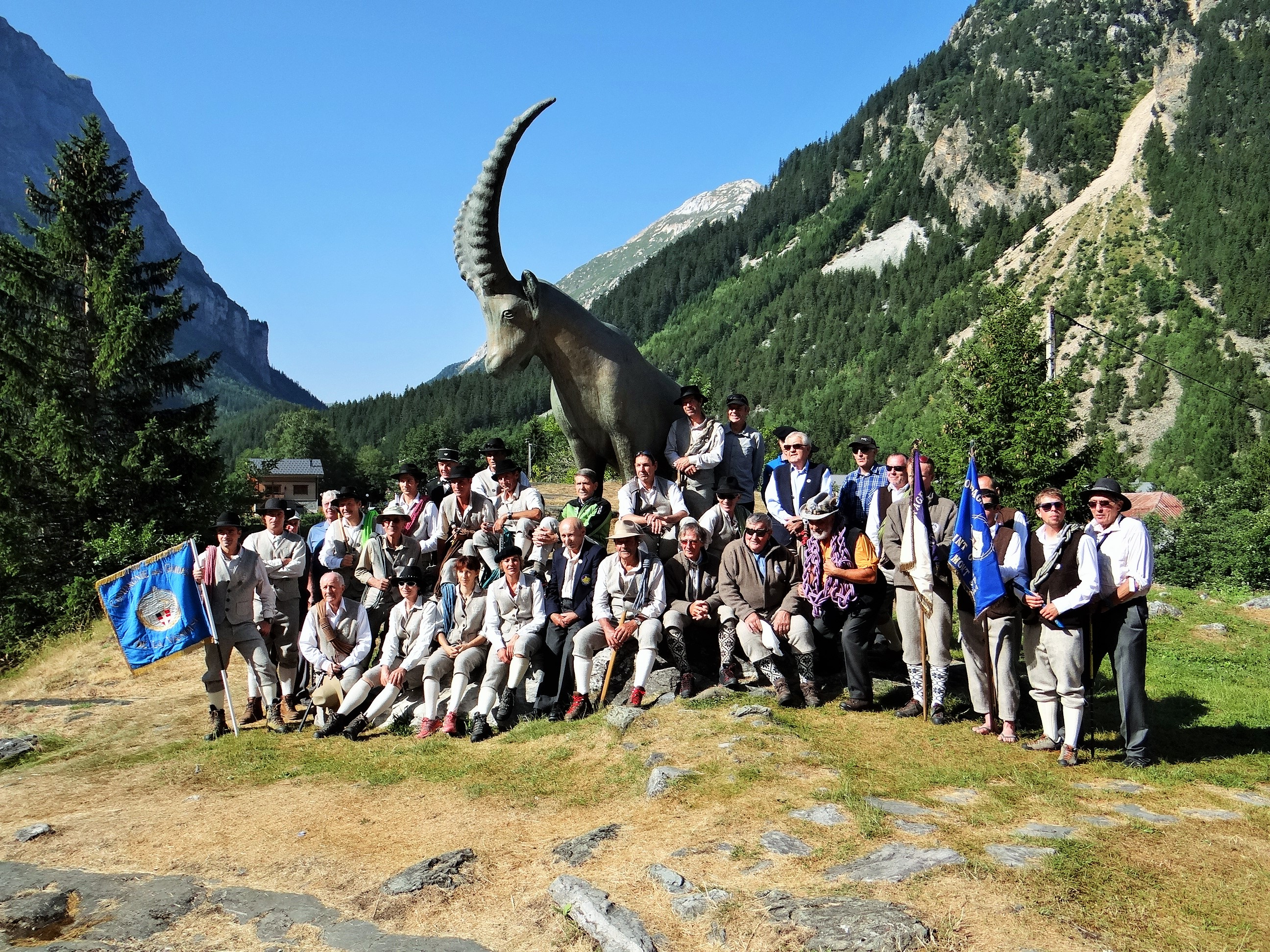
Compagnie des guides et accompagnateurs de Pralognan-la-Vanoise (2015).

Le métier de guide de haute montagne est apparu dès les origines de l'alpinisme moderne et il s'est développé avec celui-ci. La compagnie des guides de Chamonix fut fondée en 1821. Toutefois, la profession est longtemps restée non encadrée. Le club alpin français a proposé les premières formations et diplômes de guides, mais le premier diplôme national n'a été mis en place qu'en 1948 à la suite de la création de l'École nationale de ski et d'alpinisme (ENSA).
En France, l'obtention du diplôme d'État de guide de haute montagne passe, tout d'abord, par un examen probatoire, puis des stages de formation qui confèrent au candidat le diplôme provisoire d’aspirant guide. Après deux années d'exercice, la réalisation d'une liste de courses et de nouveaux stages, l’aspirant est confirmé en tant que guide de haute montagne. Un recyclage, organisé par le Syndicat national des guides de montagne (SNGM), est également obligatoire tous les 6 ans, afin de garantir la capacité des guides à poursuivre l’exercice de leur profession. Le Diplôme d'État autorise l'encadrement rémunéré des activités d'alpinisme, d'escalade, de ski de randonnée et hors piste, de cascade de glace, de via ferrata, de randonnée, de raquette à neige et de canyonisme. Certaines de ces activités peuvent être couvertes par les diplômes d'accompagnateur en moyenne montagne, de moniteur de ski alpin ou de moniteur d'escalade, mais avec des limitations quant à leur pratique en haute montagne.
Au niveau international, il n'existe pas de cadre juridique définissant le statut de guide de haute montagne. Toutefois, les principales associations de guides sont regroupées au sein de l'Union internationale des associations de guides de montagne (UIAGM/IFMGA), celle-ci préconise un schéma de formation et de validation que les associations membres mettent en œuvre pour délivrer leurs diplômes.

### Clubs et fédérations

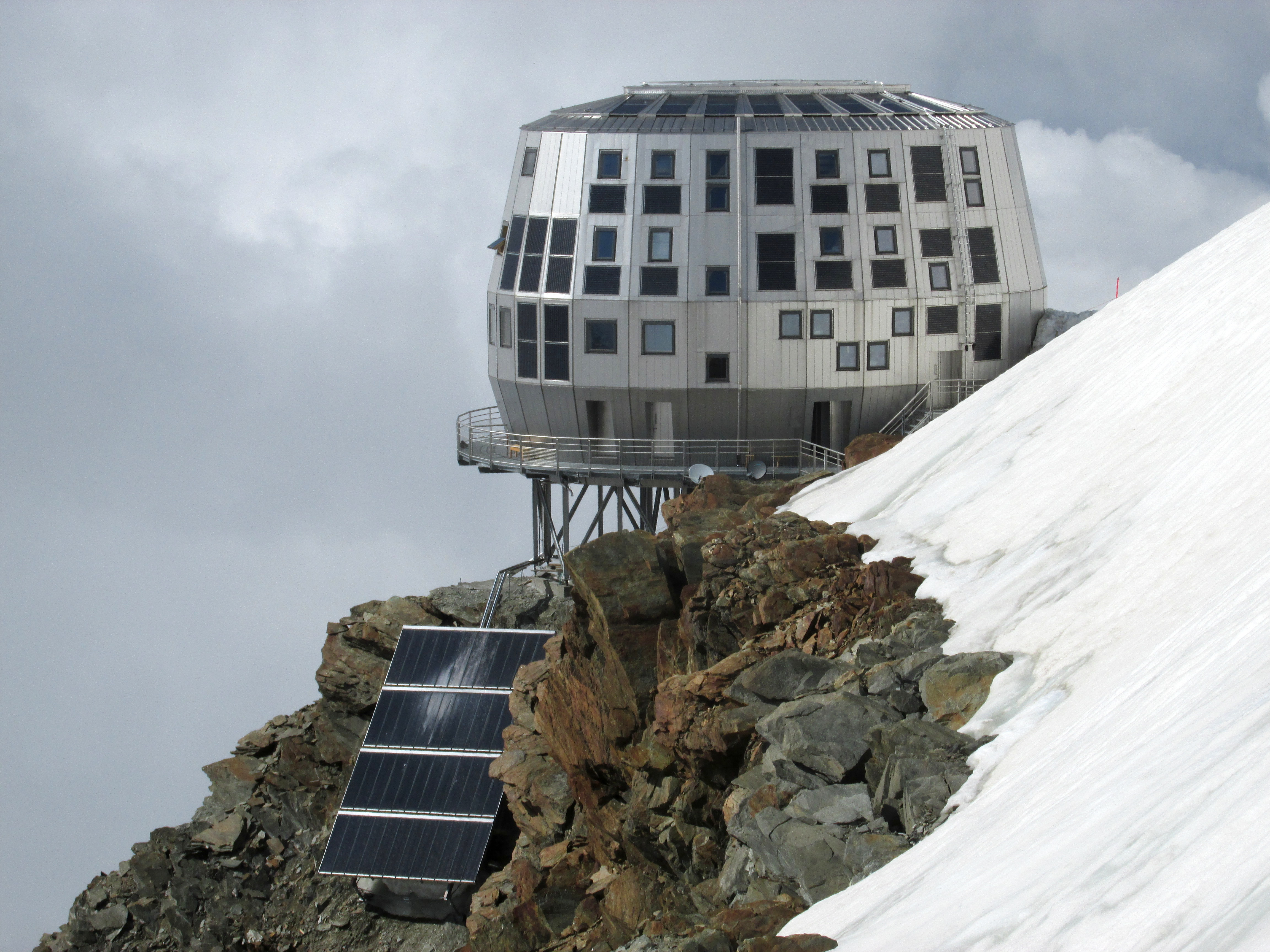
Le refuge du Goûter, un des 125 refuges et chalets gérés par la FFCAM.

L'Alpine Club britannique, fondé en 1857, fut la première organisation regroupant, sous la forme d'un club de gentlemen, des amateurs d'ascensions et de tourisme alpin. Cette structure a été ensuite imitée dans d'autres pays où l'on a vu apparaître des clubs alpins nationaux qui, à leur tour, ont donné naissance à des sections locales. Les clubs alpins accueillant un nombre croissant de pratiquants, des associations plus élitistes, telles le club alpin académique italien ou le groupe de haute montagne, se sont formées pour réunir des alpinistes de haut niveau. En 1932, l'Union internationale des associations d'alpinisme (UIAA) a été fondée pour rassembler les différentes associations nationales.
Il existe, en France, deux fédérations gérant les activités de montagne. La première, créée en 1942, s'est tout d'abord appelée la Fédération française de la montagne (FFM), avant de prendre le nom de Fédération française de la montagne et de l'escalade (FFME), en 1987, à la suite de sa fusion avec la Fédération française de l'escalade (FFE). Le Club alpin français, fondé en 1874, ne s'est organisé en fédération qu'en 1996, tout d'abord sous le nom de Fédération des clubs alpins français, puis sous celui de Fédération française des clubs alpins et de montagne (FFCAM) en 2005. La FFME et la FFCAM forment des cadres bénévoles (initiateurs) susceptibles d'organiser des sorties d'alpinisme, d'escalade, de ski de randonnée, de cascade de glace, de canyonisme, de raquette de neige et de randonnée pédestre. Elles gèrent aussi des infrastructures, notamment des falaises d'escalade sportive et des refuges de montagne. Enfin, elles promeuvent la pratique du haut niveau par le biais de compétitions sportives et de groupes d'excellence.